# Lào Cai
Lào Cai là một tỉnh miền núi biên giới thuộc vùng Tây Bắc Bộ, Việt Nam, có chung đường biên giới với tỉnh Vân Nam, Trung Quốc. Lào Cai có vị trí quan trọng trong vùng Tây Bắc, là cửa ngõ kết nối Việt Nam với khu vực và quốc tế, đồng thời là trung tâm kinh tế, văn hóa và giao thương sầm uất. Trung tâm hành chính của tỉnh là phường Yên Bái, cách trung tâm Hà Nội 155 km
Theo dữ liệu Sáp nhập tỉnh, thành Việt Nam 2025, Lào Cai có diện tích: 13.256,92 km², xếp thứ 8; dân số: 1.778.785 người, xếp thứ 26; GRDP 2024:  125.885.803 triệu VNĐ, xếp thứ 25; thu ngân sách 2024: 16.494.275 triệu VNĐ, xếp thứ 24; thu nhập bình quân: 42,55 triệu VNĐ/năm, xếp thứ 28.

## Địa lý

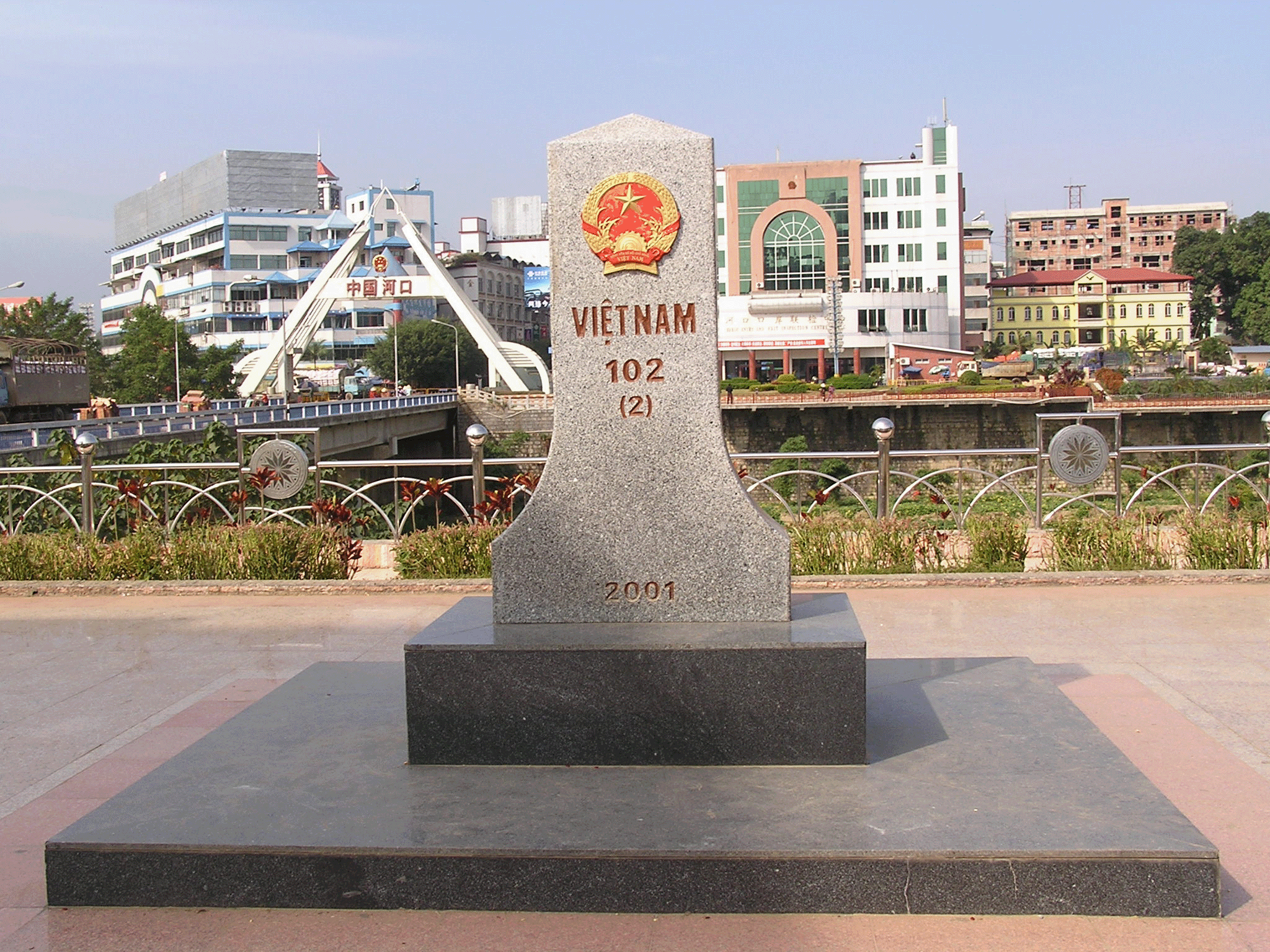
Cột mốc biên giới Việt Nam - Trung Quốc tại cửa khẩu Hà Khẩu, Lào Cai

Tỉnh Lào Cai giáp ranh giữa vùng Tây Bắc và vùng Đông Bắc. Trung tâm hành chính của tỉnh là phường Yên Bái, có vị trí địa lý:
- Phía đông giáp tỉnh Tuyên Quang và tỉnh Phú Thọ
- Phía tây giáp tỉnh Lai Châu
- Phía nam giáp tỉnh Sơn La
- Phía bắc giáp tỉnh Vân Nam của Trung Quốc với đường biên giới dài khoảng 182 km.

## Địa danh
Tên gọi Lào Cai hình thành từ cuối thế kỷ XIX khi người Pháp để ý đến Việt Nam và khám phá vùng núi Bắc Việt.
Tại vùng đất Lào Cai ở đầu cầu Cốc Lếu ngày nay, thì xưa kia có một khu chợ. Vùng biên giới trở nên nhộn nhịp khi vào những năm 1870 người Pháp như Jean Dupuis  đến "thám hiểm", mở đường buôn bán vũ khí và mua khoáng sản với Vân Nam, Trung Quốc. Người Pháp dựa vào người H'Mông để tiếp xúc, buôn bán, vận chuyển và tránh mặt giới chức Việt địa phương.  Tuy nhiên chợ đã bị quân Cờ đen chiếm giữ đóng đồn, nên người ta mở ra một chợ mới ở nơi nay là Phố Mới.
Chợ cũ trong tiếng H'Mông là "Lao Cai" (RPA: Log Kab, Chữ Hmông Việt: Laol Caz), và Jean Dupuis ghi vào Bản đồ Bắc Kỳ năm 1879 ở chỗ chợ này là "Lao-kai, residence du Chef des Pavillone noirs" (Lao-kai, dinh thủ lĩnh quân Cờ đen). Sau này người Pháp quen dùng nên thành tên của thủ phủ vùng . Giáo sư Đào Duy Anh do không để ý tiếng địa phương, nên nói khi làm bản đồ, người Pháp viết "Lão Nhai" là "Lao Cai" và sau thành "Lao Kay".
Tên "Lao Kay" đã được người Pháp sử dụng trong các văn bản và con dấu hành chính. Sau tháng 11 năm 1950, đã thống nhất gọi là Lào Cai cho đến ngày nay.

## Dân số
Dân số năm 2007 của tỉnh Lào Cai là 593.600 người, trong đó số người trong độ tuổi lao động: 314.520 người, chiếm khoảng 53%. Theo kết quả điều tra dân số ngày 01/04/2009 dân số tỉnh là 613.075 người.
Dân số năm 2014 của tỉnh Lào Cai là 665.200 người, trong đó số người trong độ tuổi lao động: 412.600 người, chiếm khoảng 62%
- Thành thị: 32%
- Nông thôn: 68%

Tính đến ngày 1 tháng 4 năm 2019, toàn tỉnh có 7 tôn giáo khác nhau đạt 30.162 người, nhiều nhất là đạo Tin Lành có 10.996 người, tiếp theo là Công giáo đạt 9.009 người, Phật giáo có 8.680 người. Còn lại các tôn giáo khác như Hồi giáo có 12 người, đạo Cao Đài có ba người, Minh Lý đạo và Tịnh độ cư sĩ Phật hội Việt Nam mỗi tôn giáo chỉ có một người.
Dân số tính đến ngày 1/4/2019 của toàn tỉnh đạt 730.420 người, bao gồm dân số thành thị 171.401 người, chiếm 23,5%; dân số nông thôn 559.019 người, chiếm 76,5%; dân số nam 371.306 người, chiếm 50,83%; dân số nữ 359.114 nghìn người, chiếm 49,17%. Dân tộc Kinh có 246.756 người, chiếm 33,8% dân số toàn tỉnh, còn lại các dân tộc khác có 483.664 người, chiếm 66,2% dân số toàn tỉnh.

## Lịch sử

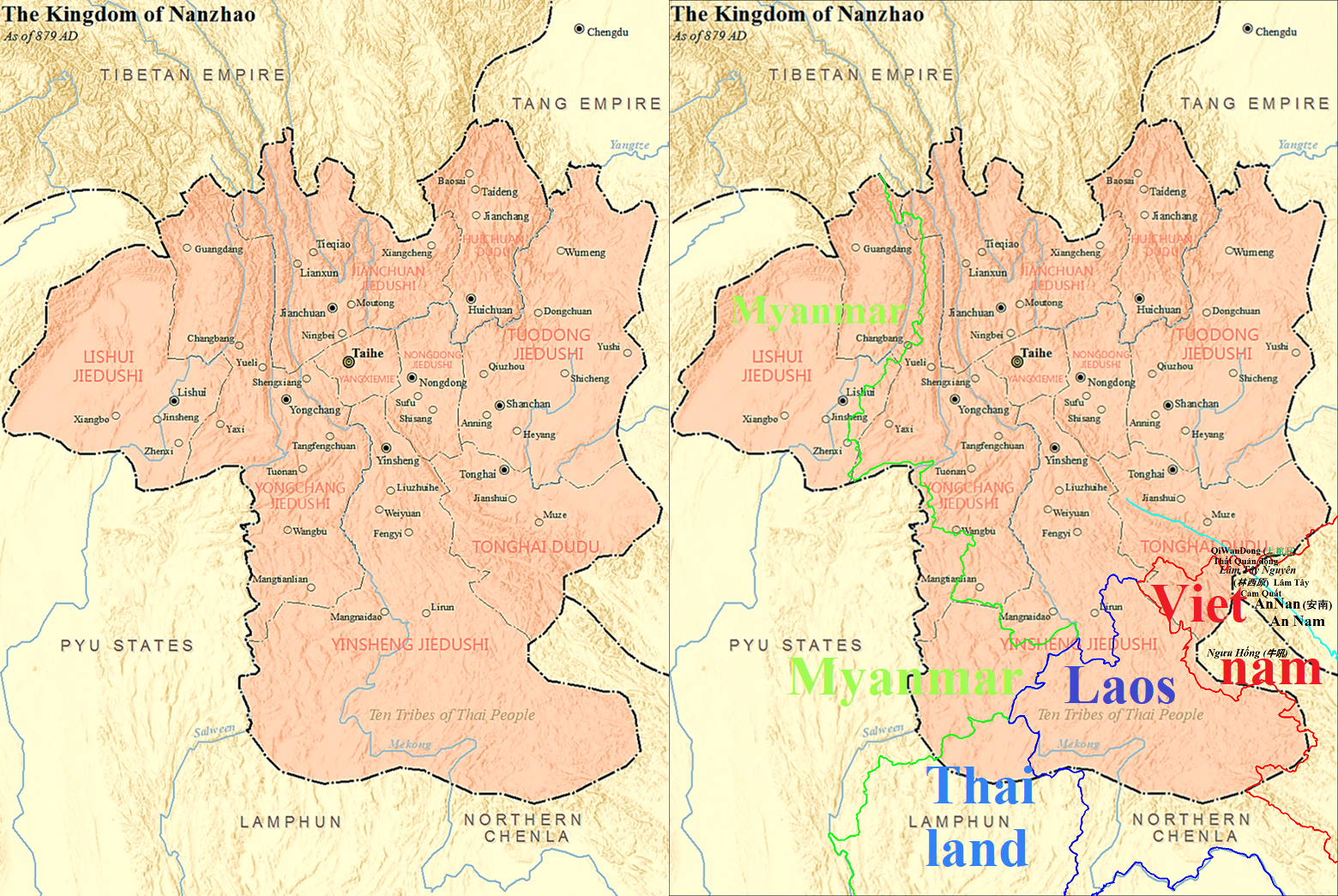
Động Thất Quán (七綰洞) và châu/huyện Lâm Tây (林西) trong Bản đồ vương quốc Nam Chiếu.

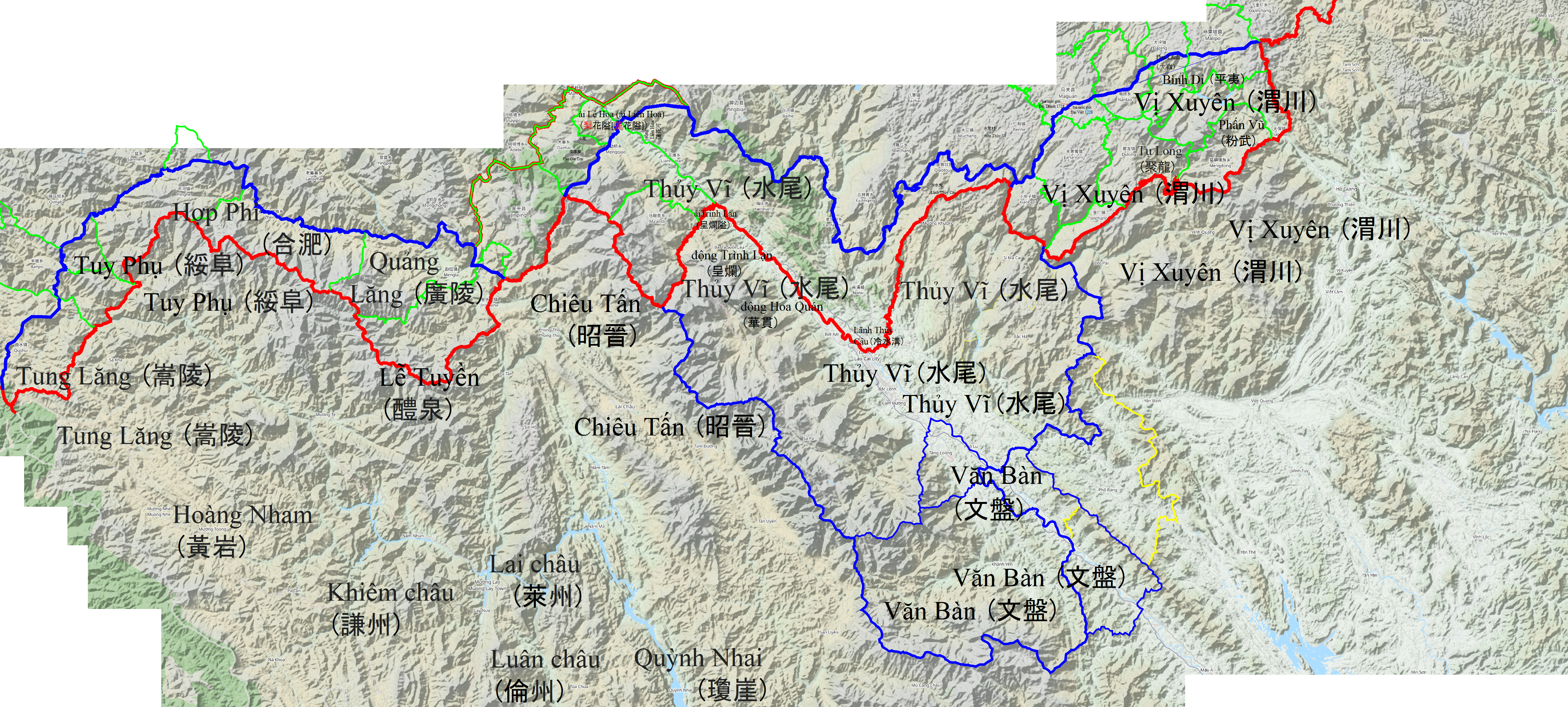
Bản đồ châu Thủy Vĩ phủ Quy Hóa trấn Hưng Hóa nước Đại Việt thời Hậu Lê.

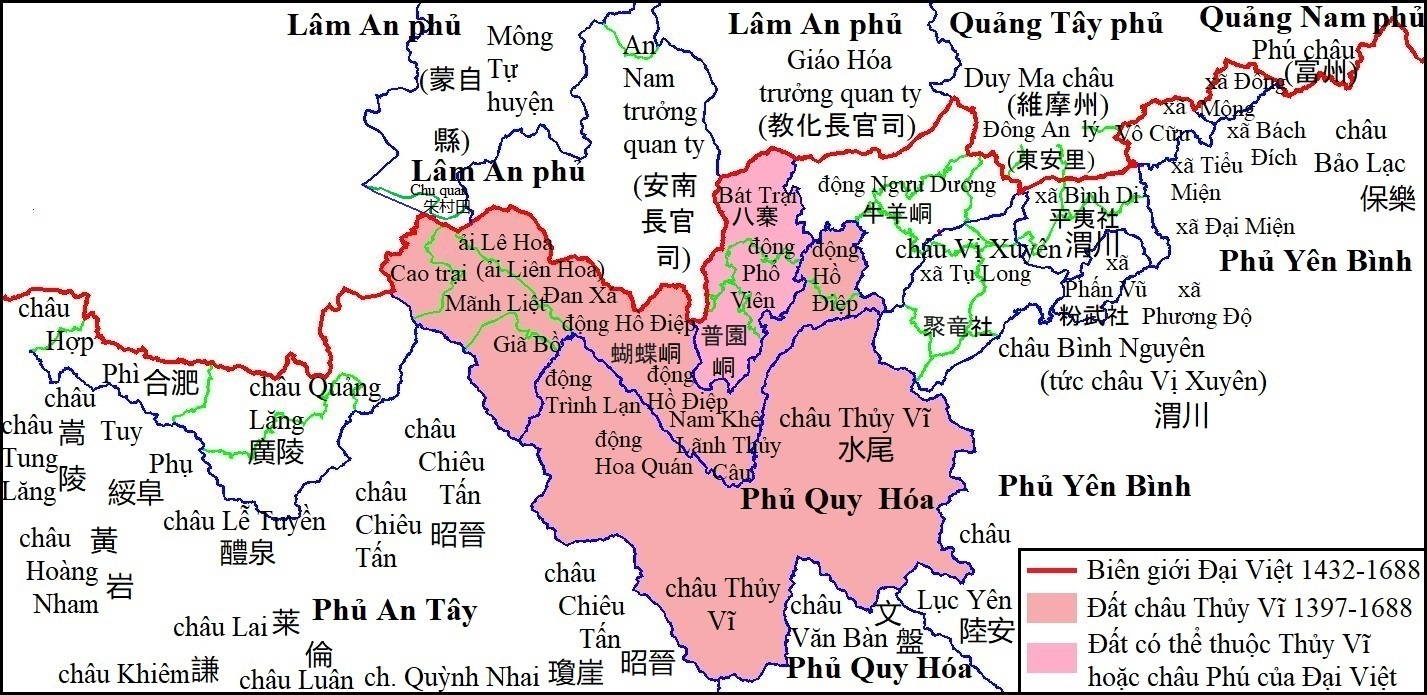
Bản đồ châu Thủy Vĩ phủ Quy Hóa trấn Hưng Hóa (nay là phần phía bắc tỉnh Lào Cai) trước năm 1688 (năm nhà Lê-Trịnh mất đất phong cho chúa Bầu về lãnh thổ nhà Thanh).

Lào Cai là một vùng đất cổ, diện mạo địa hình được hình thành cách nay 50-60 triệu năm, trong đợt tạo sơn cuối cùng, vỏ trái đất vặn mình, đứt gãy. Hơn vạn năm trước, con người đã có mặt tại địa bàn tại đây. Tổ tiên người bản địa Lào Cai nay hồi đó cư trú khá tập trung ở các dải đồi ven sông Hồng, sông Chảy, các cửa ngòi Mi, ngòi Nhù. Các chủ nhân văn hóa Hòa Bình ở Lào Cai đã biết làm nông nghiệp .
Trong buổi đầu các bộ tộc xác định ranh giới chủ quyền, thời Hùng Vương thuộc Tân Hưng, là một trong 15 bộ của Nhà nước Văn Lang. Thời Âu Lạc thì vùng phía đông và phía nam Lào Cai thuộc bộ lạc Tây Vu, còn một phần đất phía tây và phía bắc Lào Cai hiện nay thuộc phạm vi của các bộ lạc nhỏ hơn không chịu thuần phục Lạc Việt.
Thời Bắc thuộc, ban đầu là địa phận thuộc huyện Tây Vu, quận Giao Chỉ. Sau này thuộc là quận Tân Hưng, đất Giao Châu (thời Tây Tấn), sau là đất châu Đan Đường, Chu Quý thuộc Giao Chỉ (thời Tùy), tiếp đổi Lâm Tây châu, Đức Hóa châu thuộc phủ An Nam (thời Đường, 679)
Năm Điều Lộ đầu tiên (679), vua Cao Tông nhà Đường lập ra An Nam đô hộ phủ, đất tỉnh Lào Cai ngày nay, là  Lâm Tây Nguyên (林西原, Cao nguyên Lâm Tây) thuộc An Nam đô hộ phủ thời đó. Đất châu Thủy Vĩ, theo lời chú trong Đồng Khánh địa dư chí, là phần lớn đất tỉnh Lào Cai ngày nay, theo đó cũng thuộc Lâm Tây Nguyên, vùng biên giới của An Nam đô hộ phủ nhà Đường với vương quốc Nam Chiếu. Vùng đất huyện Hà Khẩu (châu Hồng Hà), huyện Mã Quan (châu Văn Sơn) và một phần huyện Kim Bình châu Hồng Hà tỉnh Vân Nam Trung Quốc ngày nay là là động Thất Quán (七綰洞), thuộc Lâm Tây Nguyên của An Nam đô hộ phủ. Đại Việt địa dư toàn biên của Nguyễn Văn Siêu chép rằngː "Lâm Tây nguyên ở phía tây Phong Châu, bên cạnh Lâm Tây Nguyên có động Thất Quán của người dân tộc thiểu số mà thủ lĩnh là Lý Do Độc (李猶獨), bộ thuộc có thêm các động như động Đào Hoa (桃花), tất cả đều giúp Trung Quốc canh phòng và thu thuế nơi biên ải với Nam Chiếu. Đường thư chép: Lâm Tây Nguyên trước có binh lính canh phòng cả vào mùa đông. Vào năm Đại Trung thứ tám (854) (thời vua Đường Tuyên Tông), Lý Trác, giữ chức đô hộ An Nam, đã bãi bỏ binh lính biên phòng và giao hết việc phòng biên cho thổ tù Lý Do Độc. Lý Do Độc ở vào thế cô lập không có đủ quân để canh phòng. Nhân đó, viên Thác Đông tiết độ sứ nước Nam Chiếu dụ dỗ mua chuộc ông ta theo về Nam Chiếu. Từ đó, An Nam bắt đầu bị Nam Chiếu xâm lấn. Tân Đường Thư chép rằngː An Nam Đô hộ phủ cai trị quản lĩnh châu Lâm Tây (林西州). Châu này có 2 huyện làː Lâm Tây và Cam Quất (甘橘)."  Động Đào Hoa về sau có thể là ải Lê Hoa, tức ải Liên Hoa, nằm trên biên giới Đại Việt và Trung Hoa, nay là hương Liên Hoa Than (Ghềnh Liên Hoa) của huyện Hà Khẩu. Cam Quất có thể là đất thị xã Cam Đường tỉnh Lào Cai Việt Nam ngày nay. Sách Tân Đường thư cũng chépː "An Nam Đào Lâm nhân giả, cư Lâm Tây nguyên, Thất Quán động thủ lĩnh Lý Do Độc chủ chi, tuế tuế thú biên。Lý Trác chi tại An Nam, dã tấu bãi phòng đông binh lục thiên nhân, vị Do Độc khả đương nhất đội, át man chi nhập。Man tù dĩ nữ thê Do Độc tử, Thất Quán động cử phụ man, Vương Khoan bất năng chế。" . Dịch nghĩa làː Một người gốc Đào Lâm (桃林) ở An Nam, sống ở Lâm Tây Nguyên (林西原), là chúa Lý Do Độc (李由獨), thủ lĩnh của động Thất Quán (七綰洞), canh gác biên giới hàng năm. Lý Trác (李琢) cũng ở An Nam, tuyên bố rút bỏ 6000 binh lính phòng biên mùa đông, và bảo với Lý Do Độc hãy dùng đội thổ binh duy nhất thuộc quyền để mà kiềm chế sự xâm nhập của Nam Chiếu. Vua Nam Chiếu kết thông gia với Lý Do Độc. Độc đem toàn bộ động Thất Quán theo về Nam Chiếu, mà Vương Khoan (王寬) không thể kiểm soát được. (Vương Khoan làm đô hộ An Nam năm 861). Đại Việt sử ký tiền biên viết: "... Người Đào Lâm, Phong Châu, An Nam ở động Thất Quán [thuộc] Lâm Tây Nguyên, do thủ lĩnh Lý Do Độc làm chủ, hàng năm vẫn đóng thú biên giới gọi là phòng thủ binh, lại thường giúp Trác [thu] nộp tô thuế. Viên tri châu Phong Châu nói với Trác hãy xin bãi quân đóng thú, chuyên ủy cho Do Độc phòng giữ. Trác tâu xin bãi 6 nghìn người ở phòng thú binh và bảo Do Độc có thể tương đương một đội. Thế là Do Độc thế cô không tự lập được. Quan Thác đông tiết độ của Nam Chiếu viết thư mời Do Độc, rồi đem gả con gái cho con trai Độc, bổ làm Thác đông Thác nha (Thác đông là nói sẽ khai thác biên giới phía đông. Giao Chỉ ở phía đông Nam Chiếu cho nên đặt chức ấy). Từ đó An Nam bắt đầu có mối lo về người Man [Nam Chiếu]." Đất Hà Khẩu Vân Nam Trung Quốc ngày nay, thuộc động Thất Quán thời kỳ (854-860) cũng theo về sáp nhập vào Thác Đông tiết độ sứ (拓東節度使) của Nam Chiếu. Phần còn lại của Lâm Tây Nguyên, thuộc An Nam đô hộ phủ, là đất hai huyện Lâm Tây và Cam Quất sau có lẽ lập thành đạo Lâm Tây (林西道), (hay châu Lâm Tây), nay là tỉnh Lào Cai của Việt Nam.
Trong thời tự chủ phong kiến thuộc đạo Lâm Tây (林西), hay Đại Cồ Việt thời Đinh, Tiền Lê và Đại Việt thời Lý; đất Đăng Châu (鐙州) thời Lý; tiếp là huyện Thủy Vĩ, trấn Quy Hóa, đạo Đà Giang (水尾縣光化鎭沱江道) thời nhà Trần. Đại Việt sử ký toàn thư chépː "Vào năm Quý Sửu, niên hiệu Thuận Thiên thứ tư (1013), mùa đông, tháng 10 âm lịch, châu Vị Long (渭龍) liên kết với man Nam Chiếu (vương quốc Đại Lý) nổi dậy chống nhà Lý. Vua Lý Thái Tổ tự dẫn quân đi đánh châu này. Thủ lĩnh châu Vị Long là Hà Yến Tuấn (何晏俊) sợ hãi, dẫn các thuộc hạ chạy vào rừng núi... Vào năm Giáp Dần  niên hiệu Thuận Thiên thứ năm (1014, tức năm Đại Trung Tường Phủ thứ bảy nhà Tống), mùa xuân, tháng Giêng âm lịch, các tướng nước Đại Lý là Dương Trường Huệ (楊長惠), Đoàn Kính Chí (段敬至)  dẫn 200000 quân Đại Lý vào cướp phá lãnh thổ Đại Cồ Việt, lập doanh trại ở bến Kim Hoa (金華步), đặt tên là Ngũ Hoa trại (五花寨). Châu mục châu Bình Lâm (平林) là Hoàng Ân Vinh (黃恩榮) đã báo cáo vụ việc cho nhà Lý. Vua sai Dực Thánh Vương (翊聖王) đưa quân đi đánh quân Đại Lý xâm lược, chặt đầu hàng nghìn người và bắt sống vô số binh lính và ngựa chiến. Vua ban chiếu cho các viên ngoại lang là Phùng Chân (馮真) và Lý Thạc (李碩) sang nước Tống báo tin thắng trận, và đem biếu 100 ngựa thu được của quân Đại Lý. Vua Tống ban chiếu cho nơi sở tại đưa các sứ nước Việt đến cửa khuyết và đón tiếp đầy đủ. Khi đến nơi, vua Tống cho mời đoàn của Phùng Chân vào yết kiến tại cung Sùng Đức, rồi theo thứ bậc ban thưởng mũ, áo, vải lụa... Vào năm Ất Mão, niên hiệu Thuận Thiên thứ sáu (1015), mùa xuân, ... tháng 2 âm lịch, ... Vua ban chiếu cho Dực Thánh Vương, Vũ Đức Vương (武德王) đi đánh các châu Đô Kim (都金), Vị Long, Thường Tân (常新), Bình Nguyên (平原) , bắt được thủ lĩnh Hà Yến Tuấn đem về kinh sư, bêu đầu ở chợ Đông." "Năm Đinh Sửu niên hiệu Thông Thụy thứ 4 (1037), mùa xuân, ngày mồng 1 tháng 2, vua Lý Thái Tông thân đi đánh đạo Lâm Tây (林西道), sai Khai Hoàng Vương Nhật Tôn làm Đại nguyên soái đánh các châu Đô Kim, Thường Tân, Bình Nguyên, cho Phụng Càn Vương Nhật Trung làm Kinh sư lưu thủ. Quân đi từ Kinh sư đến đóng ở Lâm Tây, dẹp yên được. Tháng 3, vua từ đạo Lâm Tây về đến kinh."
Năm 1397, Hồ Quý Ly làm phụ chính thái sư, sửa đổi chế độ hành chính, đã đổi các bộ phủ làm trấn và Đà Giang đổi thành trấn Thiên Hưng (天興). Trong đó, huyện Thủy Vĩ, huyện Văn Bàn (文盤) được thành lập trực thuộc châu Quan Hóa. Từ nay Thủy Vĩ, Văn Bàn (vùng đất Lào Cai xưa) đã chính thức trở thành tên đơn vị hành chính của nhà nước phong kiến Đại Việt. Triều Lê đổi đổi lộ làm phủ và đổi trấn làm châu, khi đó lộ Quy Hóa đổi thành phủ Quang Hóa, huyện Văn Bàn, huyện Thủy Vĩ trở thành châu Văn Bàn, châu Thủy Vĩ trực thuộc Phủ Quang Hóa, thừa tuyên Hưng Hóa. Năm Hồng Đức thứ 31 (1490) đạo thừa tuyên Hưng Hóa đổi thành xứ Hưng Hóa. Đến đời Hồng Thuận Lê Tương Dực (1509-1516) đổi xứ Hưng Hóa thành trấn Hưng Hóa (興化鎭).

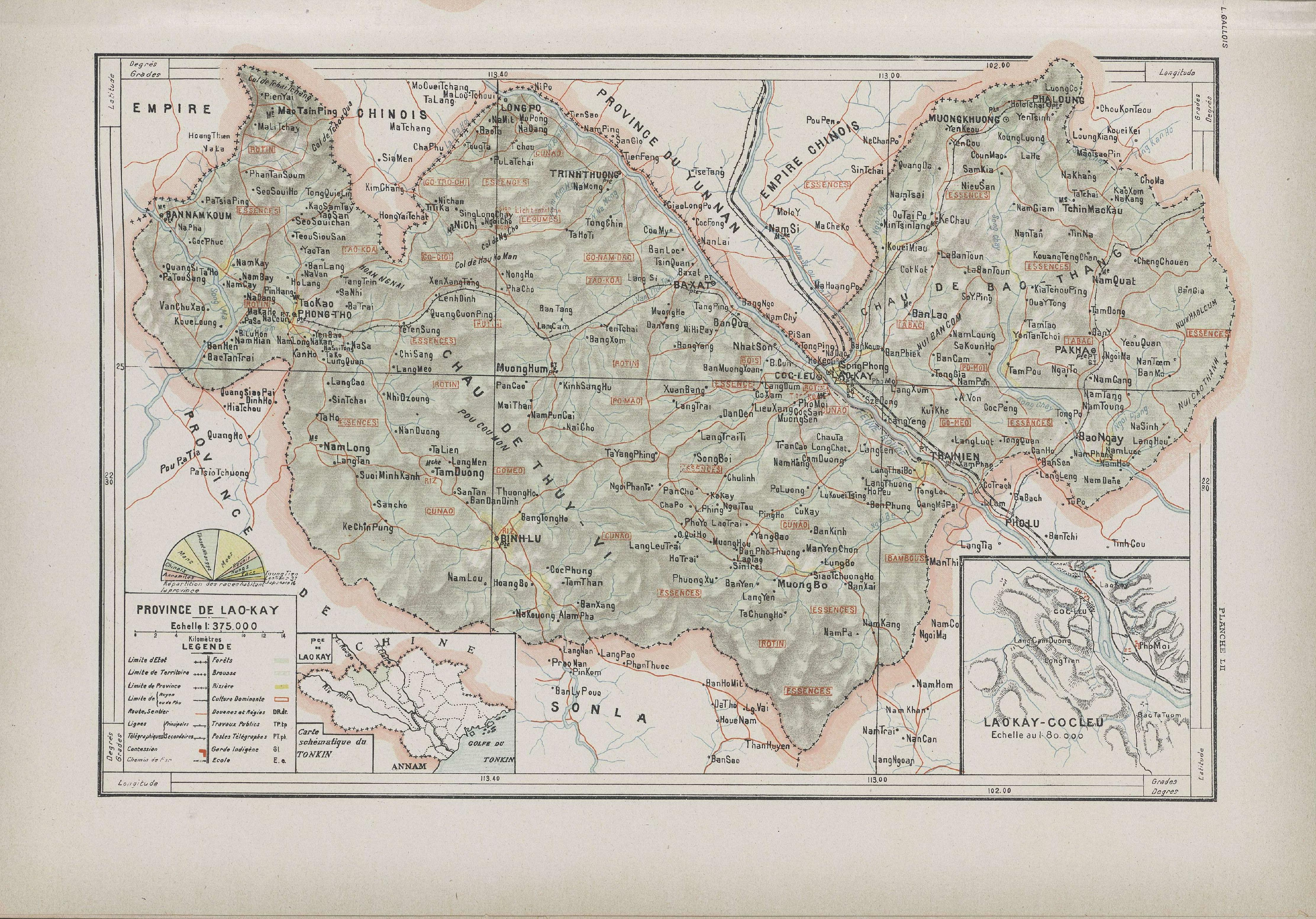
Bản đồ tỉnh Lào Cai năm 1909

Đến đời nhà Nguyễn, vùng đất Lào Cai chủ yếu thuộc đất của châu Thủy Vỹ, châu Văn Bàn, một phần thuộc châu Chiêu Tấn và một phần nhỏ thuộc châu Lục Yên thuộc phủ Quy Hóa, tỉnh Hưng Hóa.
Sau khi đánh chiếm Lào Cai (tháng 3 năm 1886), đế quốc Pháp cai quản địa hạt Lào Cai theo chế độ quân sự, cai trị đầu tiên là Đại tá De Maussion . Ngày 7 tháng 1 năm 1899, đạo quan binh IV được thành lập bao gồm Tiểu quân khu Yên Bái và Tiểu quân khu Lào Cai  Lào Cai là đạo lỵ, thủ phủ của đạo quan binh IV. Để dễ bề kiểm soát và tiến hành khai thác, thực dân Pháp đã chia lại khu vực hành chính và thay đổi chế độ cai trị. Ngày 12 tháng 7 năm 1907, Toàn quyền Đông Dương ra nghị định bãi bỏ đạo quan binh IV Lào Cai, chuyển từ chế độ quân quản sang chế độ cai trị dân sự, thành lập tỉnh Lào Cai. Emmerich được cử làm Công sứ Pháp đầu tiên của Lào Cai thay tướng Louis Edouard Messager đang làm Tư lệnh Đạo quan binh số 4 Lào Cai. Từ đây địa danh tỉnh Lào Cai được xác định trên bản đồ Việt Nam. Ngày 12 tháng 7 năm 1907 được xác định là ngày thành lập tỉnh Lào Cai.
Trải qua những biến động thăng trầm của lịch sử, địa lý Lào Cai cũng có nhiều thay đổi. Sau khi Lào Cai vừa được thành lập, Toàn quyền Pháp ra Nghi định chia lại đơn vị hành chính Lào Cai: phần đất của châu Thủy Vỹ bên hữu ngạn sông Hồng sáp nhập vào Chiêu Tấn, vẫn lấy tên là châu Thủy Vỹ; phần đất của châu Thủy Vỹ bên tả ngạn sông Hồng được tách ra lập thành châu Bảo Thắng. Tỉnh Lào Cai gồm hai châu Thủy Vỹ, Bảo Thắng và các đại lý Mường Khương, Phong Thổ, Bát Xát, Bắc Hà (Pa Kha) và thị xã Lào Cai.

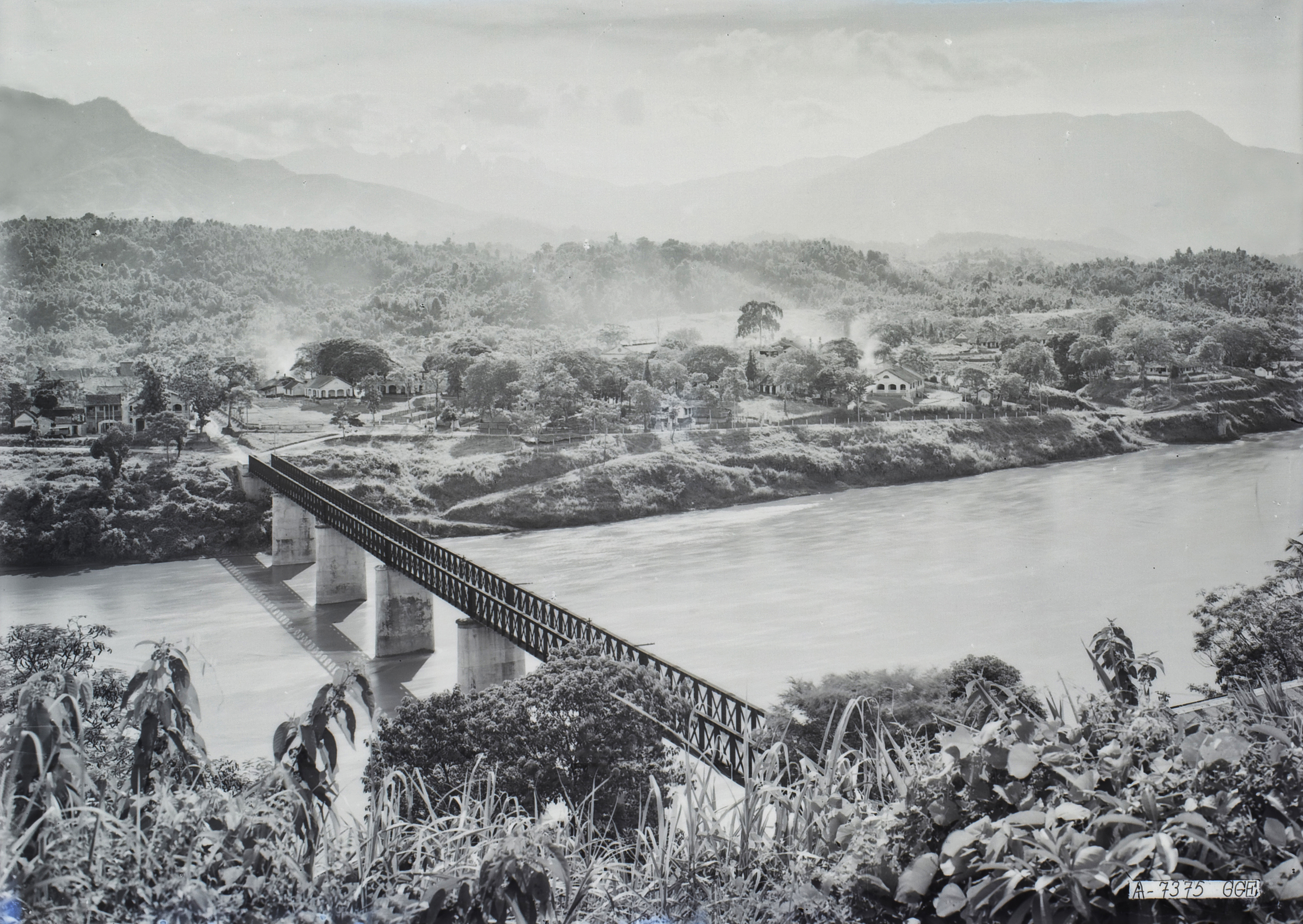
Cầu Cốc Lếu và thị xã Lào Cai vào những năm 1920

Đến 1910, dưới thời của Công sứ Emmerich, một số tổng của Lào Cai (ở châu Thủy Vĩ) được trích ra cùng với một số tổng của Lai Châu lập ra châu Than Uyên do Công sứ Pháp Hernández của tỉnh Sơn La quản hạt.
Năm 1930, thời công sứ Pháp ở Lào Cai Henry Wintrebert, địa lý của Lào Cai cơ bản như sau:
- Châu Bảo Thắng (bên tả ngạn) có 10 xã và khu tương đương với 34 thôn và 1 khu phố Lào Cai với 3 phố là Tân Bảo, Tân Tèo, Cốc Lếu. 
- Châu Thủy Vỹ (bên hữu ngạn) có 4 xã là xã Nhạc Sơn (16 thôn bản), xã Xuân Giao (14 thôn bản), xã Cam Đường (37 thôn bản), xã Gia Phú (16 thôn bản). Tổng cộng là 83 thôn bản. 
- Đại lý Mường Khương có 3 xã là xã Mường Khương (45 thôn bản), xã Pha Long (39 thôn bản), xã Bản Lầu (57 thôn bản). 
- Đại lý Pa Kha (Bắc Hà) có 3 xã là xã Bắc Hà Đông, xã Bắc Hà Tây, xã Si Ma Cai; 149 thôn bản và 1 khu phố với 2 dãy phố. 
- Đại lý Phong Thổ có 4 xã là xã Phong Thổ (có 80 thôn bản), xã Giào San (28 thôn bản), xã Tam Đường (có 58 thôn bản), xã Bình Lư (có 28 thôn bản). Tổng cộng có 194 thôn bản. 
- Đại lý Bát Xát có 3 xã:Bát Xát (8 thôn bản), Trịnh Tường (20 thôn bản), Mường Hum (4 thôn bản). 
- Khu hành chính Sa Pa có 37 thôn bản.
Sau năm 1954, tỉnh Lào Cai có 7 đơn vị hành chính trực thuộc, bao gồm thị xã thị xã Lào Cai (tỉnh lỵ) và 6 huyện: Bắc Hà, Bảo Thắng, Bát Xát, Mường Khương, Phong Thổ, Sa Pa.
Ngày 13 tháng 5 năm 1955, chuyển huyện Phong Thổ về khu tự trị Thái - Mèo quản lý (nay địa bàn Phong Thổ là thành phố Lai Châu và 2 huyện Phong Thổ, Tam Đường thuộc tỉnh Lai Châu).
Ngày 11 tháng 2 năm 1963, thành lập thị xã Cam Đường trên cơ sở tách một phần diện tích và dân số của xã Cam Đường thuộc huyện Bảo Thắng.
Ngày 15 tháng 11 năm 1966, chia huyện Bắc Hà thành 2 huyện: Bắc Hà và Si Ma Cai.
Ngày 27 tháng 12 năm 1975, tỉnh Lào Cai được hợp nhất với 2 tỉnh Yên Bái và Nghĩa Lộ hợp nhất thành tỉnh Hoàng Liên Sơn.
Ngày 17 tháng 4 năm 1979, sáp nhập thị xã Cam Đường vào thị xã Lào Cai; sáp nhập huyện Si Ma Cai vào huyện Bắc Hà.
Ngày 12 tháng 8 năm 1991, tỉnh Hoàng Liên Sơn chia lại thành 2 tỉnh Lào Cai và Yên Bái. Khi tách ra, tỉnh Lào Cai có 9 đơn vị hành chính gồm thị xã Lào Cai và 8 huyện: Bắc Hà, Bảo Thắng, Bảo Yên, Bát Xát, Mường Khương, Sa Pa, Than Uyên, Văn Bàn (riêng huyện Than Uyên trước đây thuộc tỉnh Nghĩa Lộ cũ, hai huyện Bảo Yên và Văn Bàn trước đây thuộc tỉnh Yên Bái).
Ngày 9 tháng 6 năm 1992, tái lập thị xã Cam Đường.
Ngày 18 tháng 8 năm 2000, tái lập 2 huyện Bắc Hà và Si Ma Cai trên cơ sở tách huyện Bắc Hà.
Ngày 31 tháng 1 năm 2002, tái sáp nhập thị xã Cam Đường vào thị xã Lào Cai.
Ngày 26 tháng 12 năm 2003, chuyển huyện Than Uyên về tỉnh Lai Châu quản lý.
Ngày 30 tháng 11 năm 2004, chuyển thị xã Lào Cai thành thành phố Lào Cai.
Ngày 30 tháng 10 năm 2014, thành phố Lào Cai được công nhận là đô thị loại II.
Ngày 1 tháng 1 năm 2020, chuyển huyện Sa Pa thành thị xã Sa Pa. Tỉnh Lào Cai có 1 thành phố, 1 thị xã và 7 huyện.
Ngày 12 tháng 6 năm 2025, Quốc hội ban hành Nghị quyết số 202/2025/QH15 về việc sắp xếp đơn vị hành chính cấp tỉnh (nghị quyết có hiệu lực từ ngày 12 tháng 6 năm 2025). Theo đó, sáp nhập tỉnh Yên Bái vào tỉnh Lào Cai. Sau khi sắp xếp, tỉnh Lào Cai có 13.256,92 km² diện tích tự nhiên và quy mô dân số là 1.778.785 người.
Ngày 16 tháng 6 năm 2025, theo nghị quyết sửa đổi Hiến pháp năm 2013, toàn bộ các đơn vị hành chính cấp huyện tại tỉnh Lào Cai được giải thể. Cùng ngày, theo nghị quyết sắp xếp đơn vị hành chính cấp xã, tỉnh Lào Cai có 99 đơn vị hành chính cấp xã, gồm 10 phường và 89 xã.

## Hành chính
Tỉnh Lào Cai có 99 đơn vị hành chính cấp xã, gồm 10 phường và 89 xã.
| Tên         | Diện tích (km²) | Dân số (người) |
| ----------- | --------------- | -------------- |
| Phường (10) |                 |                |
| Âu Lâu      | 66,17           | 23.245         |
| Cam Đường   | 59,90           | 67.877         |
| Cầu Thia    | 31,84           | 25.234         |
| Lào Cai     | 72,32           | 76.981         |
| Nam Cường   | 46,09           | 17.754         |
| Nghĩa Lộ    | 29,88           | 18.712         |
| Sa Pa       | 54,63           | 22.882         |
| Trung Tâm   | 43,15           | 26.888         |
| Văn Phú     | 51,46           | 26.573         |
| Yên Bái     | 16,92           | 70.391         |
| Xã (89)     |                 |                |
| A Mú Sung   | 104,44          | 5.955          |
| Bản Hồ      | 166,19          | 9.351          |
| Bản Lầu     | 125,29          | 18.559         |
| Bản Liền    | 76,69           | 4.221          |
| Bản Xèo     | 78,34           | 8.560          |
| Bảo Ái      | 163,41          | 24.303         |
| Bảo Hà      | 243,00          | 34.115         |
| Bảo Nhai    | 156,02          | 17.394         |
| Bảo Thắng   | 160,44          | 32.800         |
| Bảo Yên     | 119,15          | 21.560         |
| Bát Xát     | 189,98          | 27.229         |
| Bắc Hà      | 179,72          | 30.521         |
| Cảm Nhân    | 151,77          | 17.340         |
| Cao Sơn     | 164,54          | 14.025         |

| Tên         | Diện tích (km²) | Dân số (người) |
| ----------- | --------------- | -------------- |
| Cát Thịnh   | 169,11          | 11.369         |
| Chấn Thịnh  | 120,54          | 18.790         |
| Châu Quế    | 162,65          | 13.457         |
| Chế Tạo     | 234,44          | 2.650          |
| Chiềng Ken  | 191,25          | 9.306          |
| Cốc Lầu     | 135,81          | 8.800          |
| Cốc San     | 57,19           | 11.085         |
| Dền Sáng    | 148,23          | 12.160         |
| Dương Quỳ   | 157,10          | 8.925          |
| Đông Cuông  | 146,30          | 21.938         |
| Gia Hội     | 213,25          | 14.908         |
| Gia Phú     | 102,42          | 28.458         |
| Hạnh Phúc   | 193,85          | 13.763         |
| Hợp Thành   | 116,31          | 12.514         |
| Hưng Khánh  | 122,18          | 14.054         |
| Khánh Hòa   | 149,77          | 17.589         |
| Khánh Yên   | 173,58          | 14.272         |
| Khao Mang   | 120,06          | 9.343          |
| Lao Chải    | 157,99          | 10.135         |
| Lâm Giang   | 179,48          | 16.452         |
| Lâm Thượng  | 128,00          | 19.576         |
| Liên Sơn    | 23,58           | 13.315         |
| Lục Yên     | 79,94           | 30.159         |
| Lùng Phình  | 101,01          | 12.131         |
| Lương Thịnh | 94,21           | 12.692         |

| Tên             | Diện tích (km²) | Dân số (người) |
| --------------- | --------------- | -------------- |
| Mậu A           | 144,52          | 40.652         |
| Minh Lương      | 206,58          | 9.155          |
| Mỏ Vàng         | 167,55          | 10.043         |
| Mù Cang Chải    | 146,95          | 14.773         |
| Mường Bo        | 148,26          | 7.225          |
| Mường Hum       | 212,80          | 6.814          |
| Mường Khương    | 169,21          | 24.433         |
| Mường Lai       | 143,84          | 25.574         |
| Nậm Chày        | 142,13          | 5.605          |
| Nậm Có          | 201,60          | 10.019         |
| Nậm Xé          | 171,00          | 1.478          |
| Nghĩa Đô        | 159,42          | 13.906         |
| Nghĩa Tâm       | 133,10          | 18.979         |
| Ngũ Chỉ Sơn     | 82,50           | 7.503          |
| Pha Long        | 105,56          | 14.449         |
| Phình Hồ        | 226,02          | 10.957         |
| Phong Du Hạ     | 138,39          | 8.025          |
| Phong Du Thượng | 195,21          | 6.691          |
| Phong Hải       | 120,95          | 16.942         |
| Phúc Khánh      | 114,04          | 8.534          |
| Phúc Lợi        | 160,71          | 15.369         |
| Púng Luông      | 253,24          | 19.516         |
| Quy Mông        | 149,17          | 16.169         |
| Si Ma Cai       | 108,99          | 22.871         |
| Sín Chéng       | 88,02           | 13.841         |

| Tên            | Diện tích (km²) | Dân số (người) |
| -------------- | --------------- | -------------- |
| Sơn Lương      | 123,77          | 12.515         |
| Tả Củ Tỷ       | 69,32           | 6.551          |
| Tả Phìn        | 74,68           | 9.928          |
| Tả Van         | 158,50          | 18.636         |
| Tà Xi Láng     | 88,54           | 2.241          |
| Tằng Loỏng     | 125,76          | 20.533         |
| Tân Hợp        | 200,45          | 11.506         |
| Tân Lĩnh       | 147,75          | 20.155         |
| Thác Bà        | 142,54          | 35.122         |
| Thượng Bằng La | 111,61          | 14.697         |
| Thượng Hà      | 143,84          | 14.160         |
| Trạm Tấu       | 238,29          | 11.493         |
| Trấn Yên       | 110,72          | 29.258         |
| Trịnh Tường    | 146,56          | 12.376         |
| Tú Lệ          | 115,35          | 13.301         |
| Văn Bàn        | 156,74          | 23.943         |
| Văn Chấn       | 140,24          | 23.772         |
| Việt Hồng      | 101,37          | 10.802         |
| Võ Lao         | 152,83          | 17.912         |
| Xuân Ái        | 123,93          | 24.747         |
| Xuân Hòa       | 107,78          | 12.960         |
| Xuân Quang     | 137,71          | 27.218         |
| Y Tý           | 127,58          | 10.340         |
| Yên Bình       | 150,83          | 29.373         |
| Yên Thành      | 141,32          | 15.491         |

## Kinh tế - xã hội

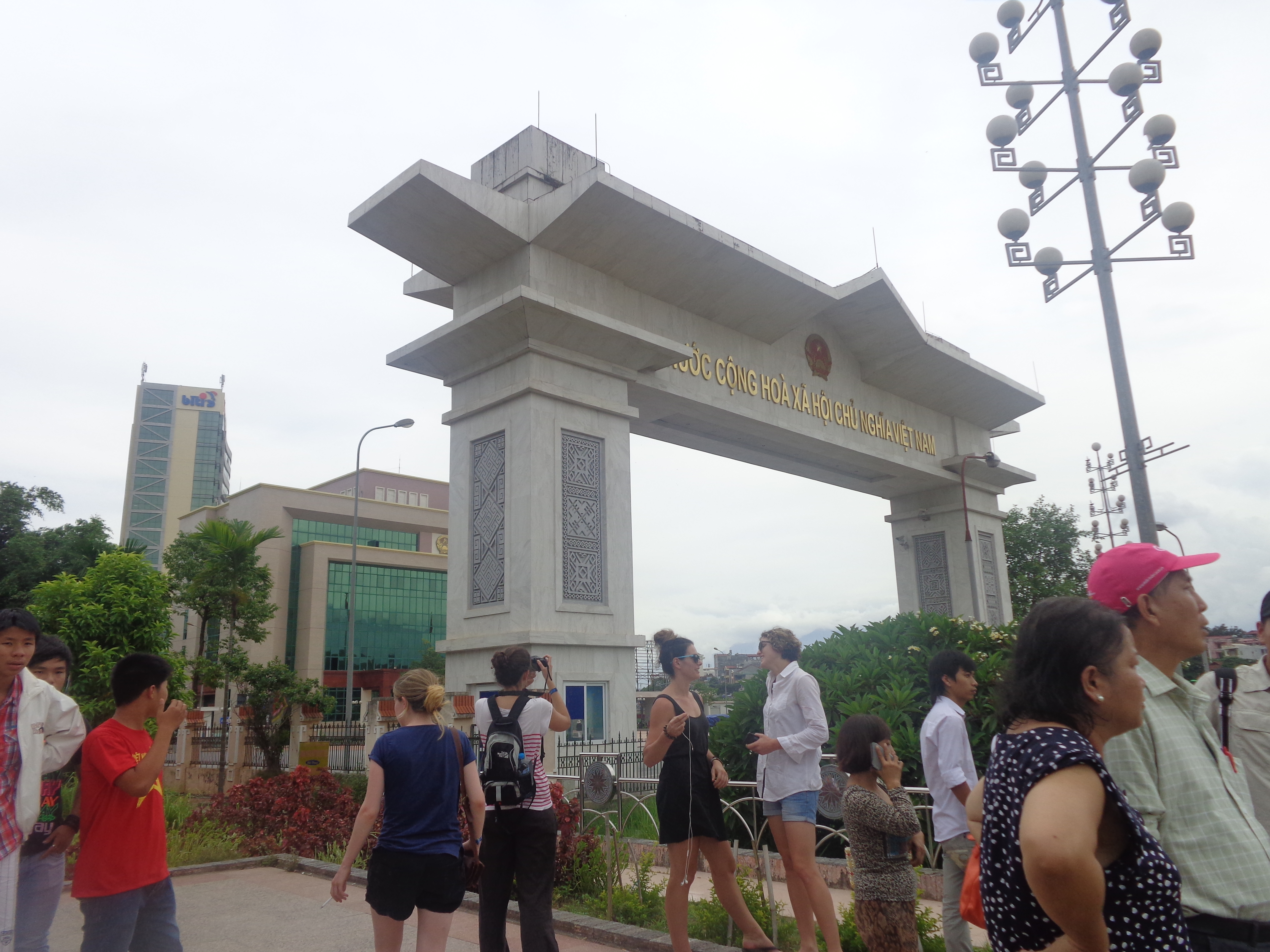
Cửa khẩu Lào Cai, nhìn từ phía bờ sông Nậm Thi-đền Mẫu vào, cùng phía theo hướng nhìn từ Hà Khẩu sang.

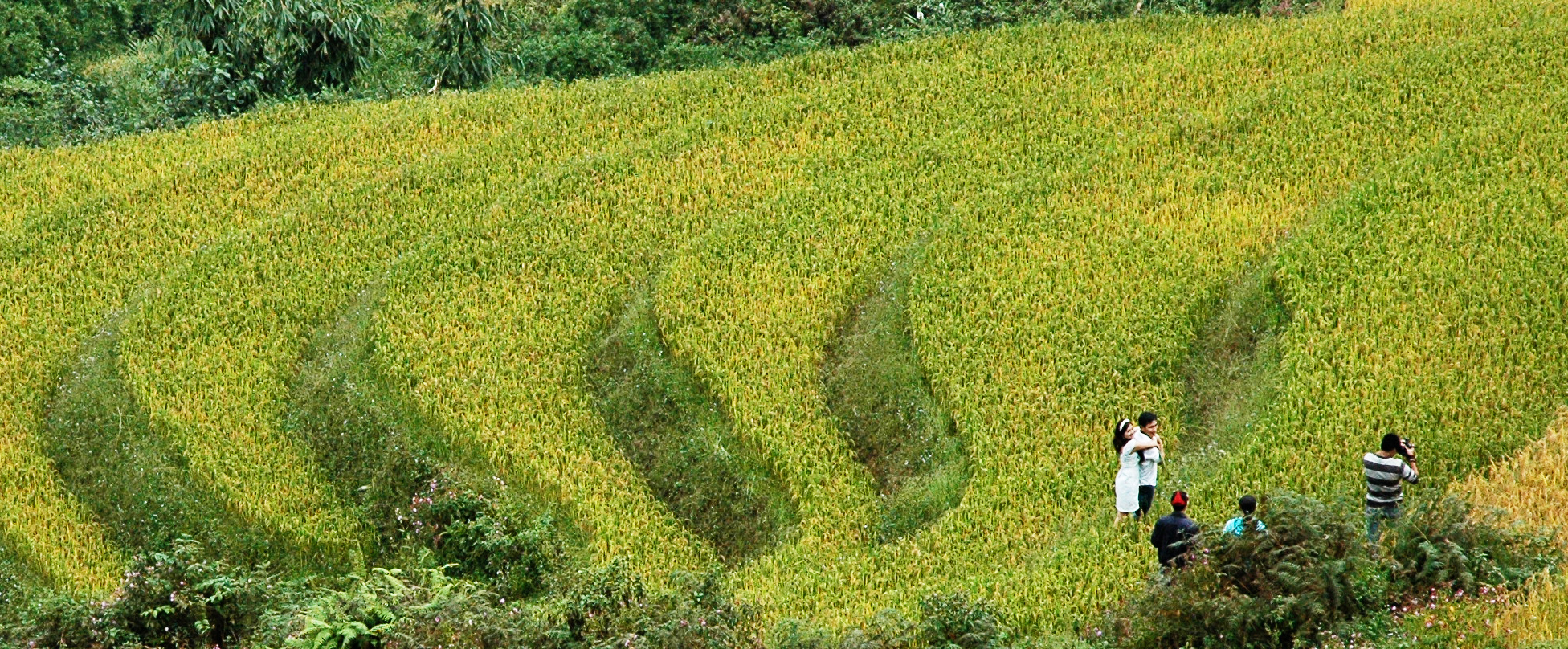
Ruộng bậc thang tại Lào Cai

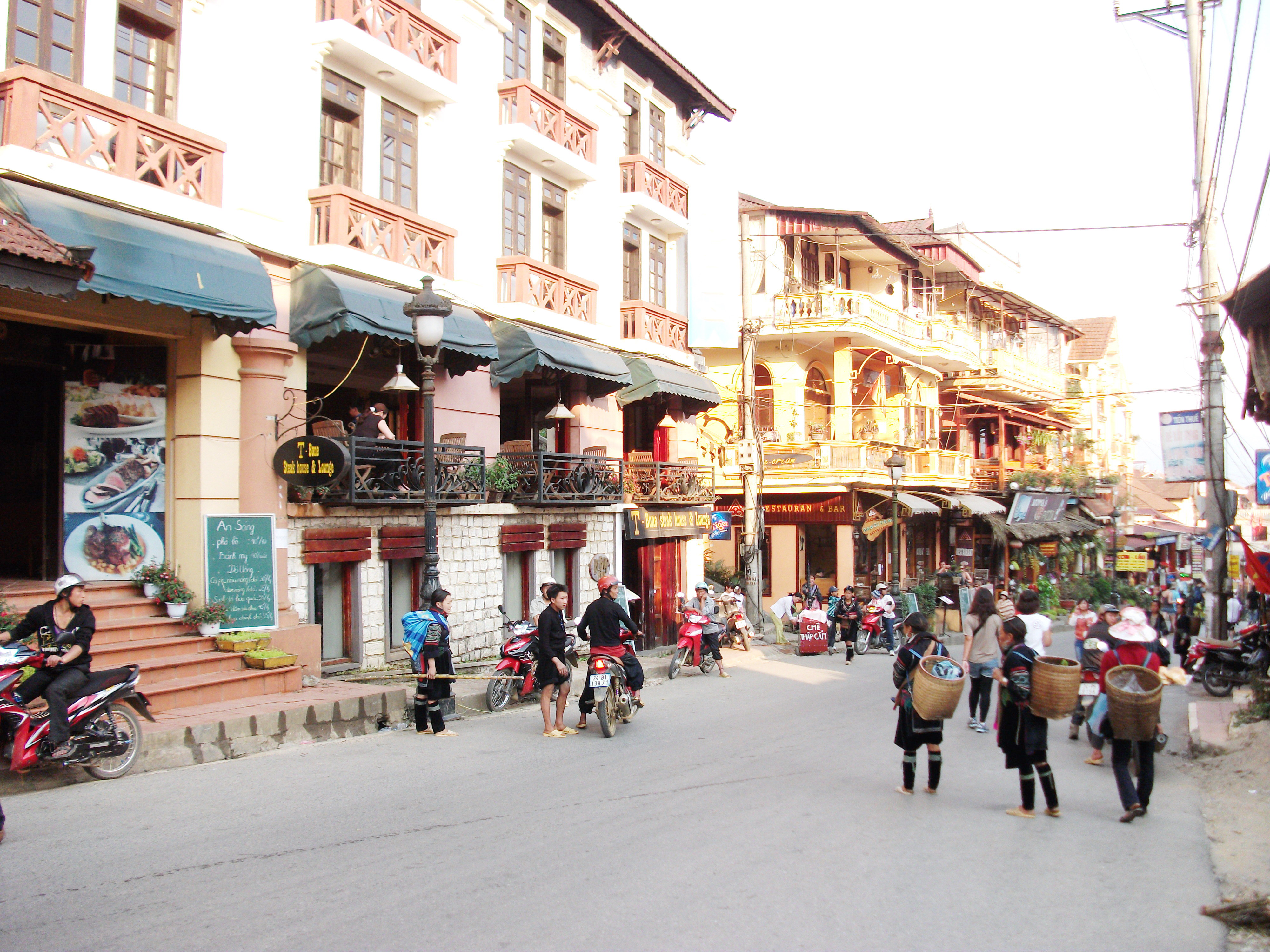
Một góc phố núi Sa Pa

Lào Cai là một trong những tỉnh liên tục đứng ở vị trí tốp đầu về chỉ số năng lực cạnh tranh cấp tỉnh trong bảng xếp hạng những năm gần đây. Trong bảng xếp hạng về Chỉ số năng lực cạnh tranh cấp tỉnh của Việt Nam năm 2011, tỉnh Lào Cai xếp ở vị trí thứ 1/63 tỉnh thành.

### Dân tộc
- Người Pa Dí tên gọi của một nhóm nhỏ dân tộc Tày
- Người Giáy có khoảng 38.000 người, cư trú ở Lào Cai, Hà Giang, Lai Châu và Cao Bằng. Người Giáy còn có tên gọi khác là Nhắng, Dẳng, Pâu Thìn, Cùi Chu, Xạ. Tiếng Giáy thuộc nhóm ngôn ngữ Tày-Thái.

Người Giáy làm ruộng nước là chính, rẫy chỉ là nguồn thu nhập thêm và thường cũng là chỗ chăn nuôi lợn, gà. Đồng bào nuôi nhiều trâu, ngựa, lợn, gà, vịt, có truyền thống dùng ngựa để cưỡi, thồ, dùng trâu kéo cày, kéo gỗ.
- Người Dao, tên tự gọi: Kìm Miền, Kìm Mùn (người rừng).Tên gọi khác: Mán. Nhóm địa phương: Dao Đỏ (Dao Cóc Ngáng, Dao sừng, Dao Dụ lạy, Dao Đại bản), Dao Quần chẹt (Dao Sơn đầu, Dao Tam đảo, Dao Nga hoàng, Dụ Cùn), Dao Lô gang (Dao Thanh phán, Dao Cóc Mùn), Dao Tiền (Dao Đeo tiền, Dao Tiểu bản), Dao Quần trắng (Dao Họ), Dao Thanh Y, Dao Làn Tẻn (Dao Tuyển, Dao áo dài).Dân số: 473.945 người.Ngôn ngữ: Tiếng nói thuộc ngữ hệ Hmông - Dao.

Lịch sử: Người Dao có nguồn gốc từ Trung Quốc, việc chuyển cư sang Việt Nam kéo dài suốt từ thế kỷ XII, XIII cho đến nửa đầu thế kỷ XX. Họ tự nhận mình là con cháu của Bản Hồ (Bàn vương), một nhân vật huyền thoại rất phổ biến và thiêng liêng ở người Dao.
- Người H'Mông.Tên tự gọi: Hmông, Na Miẻo.Tên gọi khác: Mẹo, Mèo, Miếu Hạ, Mán Trắng.Nhóm địa phương: Hmông Trắng, Hmông Hoa, Hmông Đỏ, Hmông Đen, Hmông Xanh, Na Miẻo. Dân số: 558.053 người.Ngôn ngữ: Tiếng nói thuộc ngôn ngữ hệ Hmông - Dao. Chữ viết của người H'Mông: zoo nkauj ntxhais (Gái đẹp) và poppy tsob ntoo (Cây anh túc).

Nguồn sống chính là làm nương định canh hoặc nương du canh trồng ngô, lúa, lúa mạch. Nông dân có truyền thống trồng xen canh trên nương cùng với cây trồng chính là các cây ý dĩ, khoai, rau, lạc, vừng, đậu... Chiếc cày của người Hmông rất nổi tiếng về độ bền cũng như tính hiệu quả. Trồng lanh, thuốc phiện (trước đây), các cây ăn quả như táo, lê, đào, mận, dệt vải lanh là những hoạt động sản xuất đặc sắc của người Hmông. Rau Cải mèo là đặc sản của người H'Mông.
- Người Tày có mặt ở Việt Nam từ rất sớm, có thể từ nửa cuối thiên niên kỷ thứ nhất trước Công nguyên. Tên gọi khác: Thổ.Dân số: 1.190.342 người.Nhóm địa phương: Thổ, Ngạn, Phén, Thu Lao và Pa Dí.Ngôn ngữ: Tiếng nói thuộc nhóm ngôn ngữ Tày - Thái (ngữ hệ Thái - Ka Đai).

Người Tày là cư dân nông nghiệp có truyền thống làm ruộng nước, từ lâu đời đã biết thâm canh và áp dụng rộng rãi các biện pháp thủy lợi như đào mương, bắc máng, đắp phai, làm cọn lấy nước tưới ruộng. Họ có tập quán đập lúa ở ngoài đồng trên những máng gỗ mà họ gọi là loỏng rồi mới dùng dậu gánh thóc về nhà. Ngoài lúa nước người Tày còn trồng lúa khô, hoa màu, cây ăn quả... Chăn nuôi phát triển với nhiều loại gia súc, gia cầm nhưng cách nuôi thả rông cho đến nay vẫn còn khá phổ biến. Các nghề thủ công gia đình được chú ý. Nổi tiếng nhất là nghề dệt thổ cẩm với nhiều loại hoa văn đẹp và độc đáo. Chợ là một hoạt động kinh tế quan trọng.
- Người Nùng phần lớn từ Quảng Tây (Trung Quốc) di cư sang cách đây khoảng 200-300 năm. Tên tự gọi: Nồng.Nhóm địa phương: Nùng Giang, Nùng Xuồng, Nùng An, Nùng Inh, Nùng Lòi, Nùng Cháo, Nùng Phàn Slình, Nùng Quy Rịn, Nùng Dín,...Dân số: 705.709 ngườiNgôn ngữ: Tiếng Nùng thuộc nhóm ngôn ngữ Tày - Thái Hệ ngôn ngữ Tai-Kadai, cùng nhóm với tiếng Tày, tiếng Thái, và nhất là tiếng Choang ở Trung Quốc...
- Cư dân Hà Nhì đã từng sinh sống lâu đời ở nam Trung Quốc và Việt Nam. Từ thế kỷ thứ 8, thư tịch cổ đã viết về sự có mặt của họ ở Tây bắc Việt Nam. Nhưng phần lớn tổ tiên người Hà Nhì hiện nay là lớp cư dân di cư đến Việt Nam khoảng 300 năm trở lại đây.

Tên tự gọi: Hà Nhi gia.Tên gọi khác: U Ní, Xá U Ní. Nhóm địa phương: Hà Nhì, Cồ Chồ, Hà Nhì La Mí, Hà Nhì đen.Dân số: 12.489 người.Ngôn ngữ: Tiếng nói thuộc nhóm ngôn ngữ Tạng-Miến (ngữ hệ Hán - Tạng), gần với Miến hơn.
- Người Phù Lá: Nhóm Phù Lá Lão - Bồ Khô Pạ là cư dân có mặt tương đối sớm ở Tây Bắc nước ta. Các nhóm khác đến muộn hơn, khoảng 200-300 năm trở lại, quá trình hội nhập của nhóm Phù Lá Hán còn tiếp diễn cho tới những năm 40 của thế kỷ XX

Tên tự gọi: Lao Va Xơ, Bồ Khô Pạ, Phù Lá.Tên gọi khác: Xá Phó, Cần Thin.Nhóm địa phương: Phù Lá Lão, Bồ Khô Pạ, Phù Lá Đen, Phù Lá Hán.Dân số: 6.500 người.Ngôn ngữ: Tiếng nói thuộc nhóm ngôn ngữ Tạng Miến (ngữ hệ Hán - Tạng), gần với Miến hơn.
- Người Thái có cội nguồn ở vùng Đông Nam Á lục địa, tổ tiên xa xưa của người Thái có mặt ở Việt Nam từ rất sớm.

Tên tự gọi: Tay hoặc Thay Tên gọi khác: Tay Thanh, Man Thanh, Tay Mười, Tày Mường, Hàng Tổng, Tay Dọ, Thổ.Nhóm địa phương: Ngành Đen (Tay Đăm), Ngành trắng (Tay Đón hoặc Khao). Dân số: 1.040.549 người.Ngôn ngữ: Thuộc nhóm ngôn ngữ Tày - Thái (ngữ hệ Thái - Ka Đai)
Người Thái sớm đi vào nghề trồng lúa nước trong hệ thống thủy lợi thích hợp được đúc kế như một thành ngữ - "mương, phai, lái, lịn" (khơi mương, đắp đập, dẫn nước qua vật chướng ngại, đặt máng) trên các cánh đồng thung lũng. Họ làm ruộng cấy một vụ lúa nếp, nay chuyển sang 2 vụ lúa tẻ. Họ còn làm nương để trồng thêm lúa, ngô, hoa màu, cây thực phẩm và đặc biệt bông, cây thuốc nhuộm, dâu tằm để dệt vải.
- Tổ tiên người Việt từ rất xa xưa đã định cư chắc chắn ở Bắc bộ và bắc Trung bộ. Trong suốt tiến trình phát triển của lịch sử Việt Nam, người Việt luôn là trung tâm thu hút và đoàn kết các dân tộc anh em xây dựng và bảo vệ Tổ quốc.

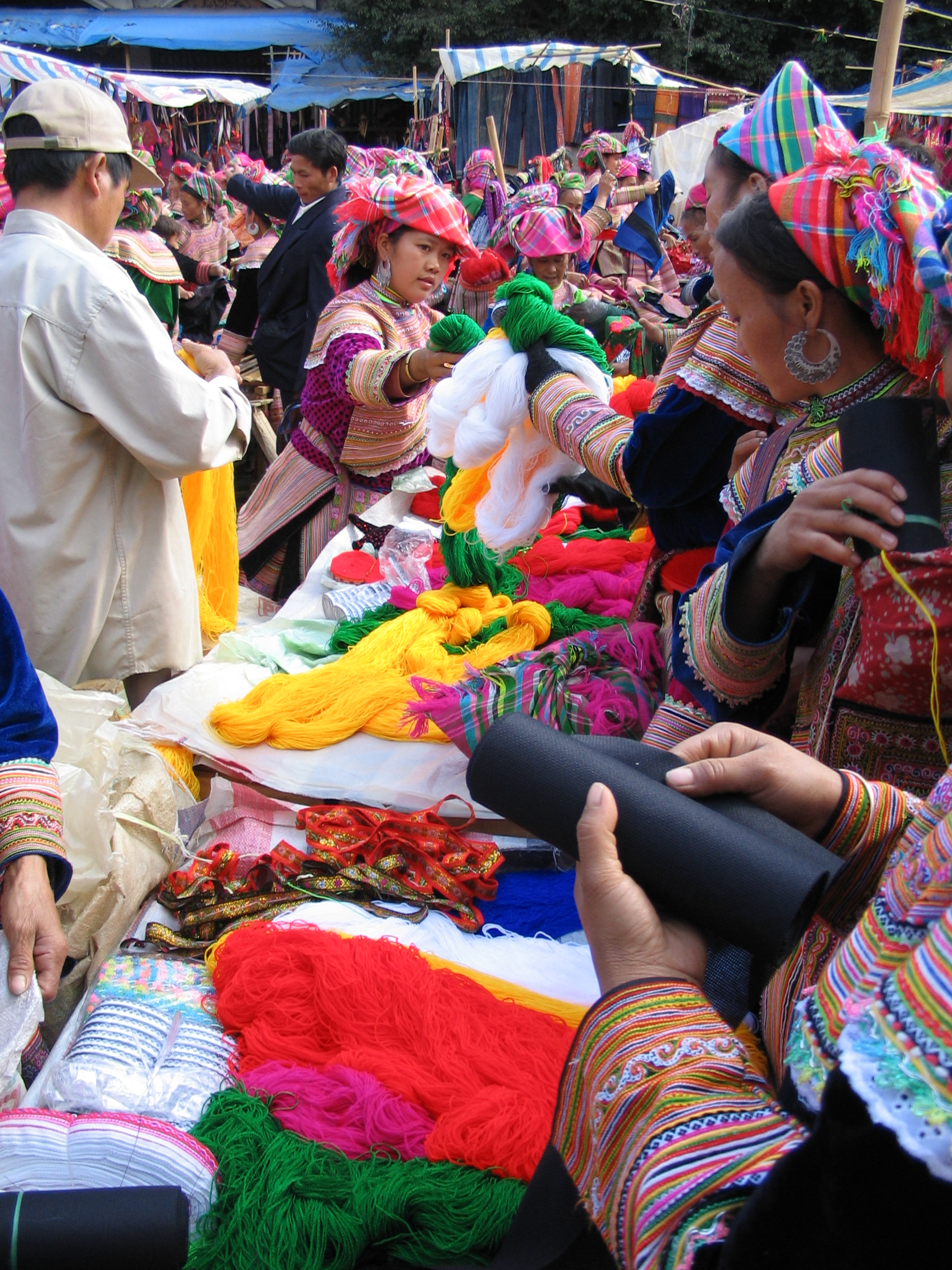
Chợ phiên vùng cao Bắc Hà

Tên gọi khác: Kinh Dân số: 55.900.224 người, chiếm 86,83% dân số toàn quốc.Ngôn ngữ: Người Việt có tiếng nói và chữ viết riêng. Tiếng Việt nằm trong nhóm ngôn ngữ Việt Mường (ngữ hệ Nam Á). Nông nghiệp lúa nước đã được hình thành và phát triển ở người Việt từ rất sớm.
- Người Kháng là một trong số các dân tộc cư trú lâu đời nhất ở miền Tây Bắc nước ta. Nương rẫy là hình thái kinh tế chủ đạo với cách thức phát đốt, chọc lỗ tra hạt. Có thể phân thành 3 nhóm:

Nhóm sống du canh du cư: làm rẫy.
Nhóm du canh bán định cư: làm rẫy kết hợp làm ruộng.
Nhóm định canh định cư: làm ruộng kết hợp làm rẫy. Tập quán trồng lúa nếp kết hợp trồng ngô, sắn, vừng... Chăn nuôi khá phát triển: lợn, gà, vịt, trâu, bò. Nghề phụ nổi tiếng là đan lát đồ gia dụng (hòm, ghế mây, mây, gùi...) Người Kháng giỏi đóng và đi thuyền độc mộc, thuyền đuôi én. Thuyền của họ đóng được các dân tộc anh em ưa mua dùng.
- Người La Chí có lịch sử cư trú lâu đời ở Hà Giang, Lào Cai.

Tên tự gọi: Cù tê.Tên gọi khác: Thổ Đen, Mán, Xá.Dân số: 7.863 người. Ngôn ngữ: Tiếng nói thuộc nhóm ngôn ngữ Ka Đai (ngữ hệ Thái – Ka Đai), cùng nhóm với tiếng La Ha, Cơ Lao, Pu Péo.
Người La Chí giỏi nghề khai khẩn và làm ruộng bậc thang, trồng lúa nước. Họ gặt lúa nếp bằng hái nhắt còn gặt lúa tẻ bằng liềm, đập lúa vào máng gỗ lấy thóc ngay ở ngoài ruộng. Họ sử dụng cả ba loại nương với các công cụ sản xuất khác nhau: gậy chọc lỗ, cuốc, cày. Người ta dành nương tốt nhất để trồng chàm, bông.
- Người La Ha có mặt sớm ở miền Tây Bắc nước ta. Theo những tài liệu chữ Thái cổ thì vào thế kỷ XI, XII khi người Thái Đen thiên di tới vùng đất này, họ đã gặp tổ tiên của người La Ha hiện nay. Chính vì vậy, khi làm lễ cúng Mường, người Thái vẫn còn tục đặt cỗ "trâu trắng" để tế thần ¡m Poi - một thủ lĩnh nổi tiếng của người La Ha vào đầu thế kỷ XI.

Người La Ha bắt đầu làm ruộng nước nhưng loại hình kinh tế chính vẫn là nương rẫy du canh du cư và săn bắt, hái lượm. Phương thức canh tác đơn giản, dùng gậy chọc lỗ và dao phát nương. Cây trồng chủ yếu là lúa nếp, ngô, đậu tương, bông. Phụ nữ La Ha không biết dệt vải, do đó họ phải đem bông đổi vải của người Thái để may mặc.
- Người Sán Chay từ Trung Quốc di cư sang cách đây khoảng 400 năm. Tên tự gọi: Sán Chay. Tên gọi khác: Hờn Bán, Chùng, Trại... Nhóm địa phương: Cao Lan và Sán Chỉ. Dân số: 114.012 người. Ngôn ngữ: Tiếng Cao Lan thuộc nhóm ngôn ngữ Tày - Thái (ngữ hệ Thái - Ka Đai) còn tiếng Sán Chỉ thuộc nhóm ngôn ngữ Hán (ngữ hệ Hán Tạng).

Sản xuất: Là cư dân nông nghiệp, làm ruộng nước thành thạo nhưng nương rẫy vẫn có vai trò to lớn trong đời sống kinh tế và phương thức canh tác theo lối chọc lỗ, tra hạt vẫn tồn tại đến ngày nay. Đánh cá có vị trí quan trọng. Với chiếc vợt ôm và chiếc giỏ có hom việc đánh cá đã cung cấp thêm nguồn thực phẩm giàu đạm, góp phần cải thiện bữa ăn.
- Người Hoa di cư đến Việt Nam vào những thời điểm khác nhau từ thế kỷ XVI, và sau này vào cuối thời Minh, đầu thời Thanh, kéo dài cho đến nửa đầu thế kỷ XX.

Tên gọi khác: Khách, Hán, Tàu.Nhóm địa phương: Quảng Đông, Quảng Tây, Hải Nam, Triều Châu, Phúc Kiến, Sang Phang, Xìa Phống, Thoòng Nhằn, Minh Hương, Hẹ...Dân số: 900.185 người.Ngôn ngữ: Tiếng nói thuộc nhóm ngôn ngữ Hán (Ngữ hệ Hán - Tạng).
Người Hoa ở vùng nông thôn chủ yếu sống bằng nghề nông, coi lúa nước là đối tượng canh tác chính, ở các thành phố, thị xã, thị trấn họ làm nghề dịch vụ, buôn bán... Tiểu thủ công nghiệp khá phát triển như nghề gốm (Quảng Ninh, Sông Bé, Đồng Nai), làm giấy súc, làm nhang (thành phố Hồ Chí Minh)... Một bộ phận người Hoa cư trú ở ven biển sống chủ yếu bằng nghề làm muối và đánh cá. Trong hoạt động sản xuất kinh doanh, người Hoa luôn coi trọng chữ "tín".
- Người Bố Y di cư từ Trung Quốc sang cách đây khoảng 150 năm. Tên tự gọi: Bố Y.Tên gọi khác: Chủng Chá, Trọng Gia...Nhóm địa phương: Bố Y và Tu Dí.Dân số: 1.420 người.Ngôn ngữ: Nhóm Bố Y nói ngôn ngữ Tày - Thái (ngữ hệ Thái - Ka Đai), còn nhóm Tu Dí nói ngôn ngữ Hán (ngữ hệ Hán - Tạng).

Người Bố Y vốn giỏi làm ruộng nước nhưng đến Việt Nam cư trú ở vùng cao nên chủ yếu phải dựa vào canh tác nương rẫy và lấy ngô làm cây trồng chính. Bên cạnh đó mỗi gia đình thường có một mảnh vườn để trồng rau. Ngoài nuôi gia súc, gia cầm họ còn nuôi cá ruộng và biết làm nhiều nghề thủ công như dệt, rèn, gốm, đục đá, chạm bạc, đan lát, làm đồ gỗ...
- Người Khơ Mú là một trong những cư dân đã cư trú lâu đời nhất ở miền Tây Bắc Việt Nam. Bộ phận Khơ Mú cư trú tại miền núi các tỉnh Thanh Hoá, Nghệ An do chuyển cư từ Lào sang.

Tên tự gọi: Kmụ, Kưm Mụ.Tên gọi khác: Xá Cẩu, Khạ Klẩu, Mãng Cẩu, Tày Hạy, Mứn Xen, Pu Thềnh, Tềnh.Dân số: 42.853 người.Ngôn ngữ: Tiếng nói thuộc nhóm ngôn ngữ Môn-Khơ Me (ngữ hệ Nam Á).
Khơ Mú là cư dân sinh sống chủ yếu bằng canh tác nương rẫy nên được gọi là "Xá ăn lửa". Ngoài hình thái du canh du cư là chủ yếu, bộ phận định cư thường canh tác nương theo chu trình vòng tròn khép kín. Cây trồng ngoài lúa ngô ra còn có bầu bí, đỗ và các loại cây có củ. Công cụ sản xuất gồm rìu, dao, cuốc, trong đó đáng lưu ý nhất là chiếc gậy chọc lỗ. Hoặc gậy đơn hoặc gậy kép (bịt sắt) có thể dùng nhiều năm. Hái lượm và săn bắn vẫn có vai trò quan trọng trong đời sống kinh tế. Nghề phụ gia đình chủ yếu là đan lát đồ gia dụng. Một số nơi biết thêm nghề rèn, mộc, dệt vải. Việc trao đổi, mua bán chủ yếu là hình thức hàng đổi hàng. Vỏ ốc "kxoong" trước kia được coi như vật ngang giá. Người Khơ Mú chăn nuôi trâu, bò, lợn, gà phục vụ sức kéo và nhu cầu tiêu dùng, tín ngưỡng.
- Người Lô Lô là cư dân có mặt rất sớm ở vùng cực bắc của Hà Giang. Tên tự gọi: Lô Lô.Tên gọi khác: Mùn Di, Di, Màn Di, La La, Qua La, Ô Man, Lu Lộc Màn.Nhóm địa phương: Lô Lô hoa và Lô Lô đen.Dân số: 3.134 người.Ngôn ngữ: Tiếng nói thuộc nhóm ngôn ngữ Tạng-Miến (ngữ hệ Hán-Tạng), gần với Miến hơn.

Người Lô Lô chủ yếu làm ruộng nước và nương định canh với các cây trồng chính như lúa nếp, lúa tẻ và ngô. Chăn nuôi gia đình tương đối phát triển và là một nguồn lợi đáng kể.
- Người Mường: Nông nghiệp ruộng nước chiếm vị trí hàng đầu, cây lúa là cây lương thực chính. Công cụ làm đất phổ biến là chiếc cày chìa vôi và chiếc bừa đơn, nhỏ có răng bằng gỗ hoặc tre. Lúa chín dùng hái gặt bó thành cum gùi về nhà phơi khô xếp để trên gác, khi cần dùng, lấy từng cum bỏ vào máng gỗ, dùng chân chà lấy hạt rồi đem giã. Trong canh tác ruộng nước, người Mường có nhiều kinh nghiệm làm thủy lợi nhỏ.

Tên tự gọi: Mol (hoặc Mon, Moan, Mual).Nhóm địa phương: Ao Tá (Âu Tá), Mọi Bi.Dân số: 914.596 người.Ngôn ngữ: Tiếng nói thuộc nhóm ngôn ngữ Việt - Mường (ngữ hệ Nam Á).Lịch sử: Cùng nguồn gốc với người Việt cư trú lâu đời ở vùng Hoà Bình, Thanh Hoá, Phú Thọ...
- Người Ngái sinh sống trong nội địa lấy việc trồng lúa nước làm nguồn sống chính. Ngoài ra họ còn trồng ngô, khoai, sắn, chăn nuôi... Bộ phận ở ven biển và hải đảo sống bằng nghề đánh cá là chủ yếu. Thủ công nghiệp với các nghề như làm mành trúc, dệt chiếu, mộc, nề, rèn, gạch ngói, nung vôi... cũng đóng vai trò đáng kể trong đời sống của người Ngái.

Tên tự gọi: Sán Ngải.Tên gọi khác: Ngái Hắc Cá, Ngái Lầu Mần, Hẹ, Sín, Đản, Lê, Xuyến.Dân số: 1.154 người.Ngôn ngữ:Thuộc nhóm ngôn ngữ (Miêu-Dao) Hệ ngôn ngữ H'Mông-Miền.Lịch sử: Người Ngái có nhiều gốc khác nhau và thiên di tới Việt Nam làm nhiều đợt. Quá trình này diễn ra suốt thời kỳ Trung và Cận đại.
- Người Sán Dìu có làm ruộng nước nhưng không nhiều, canh tác ruộng khô là chính. Ngoài các loại cây trồng thường thấy ở nhiều vùng như lúa, ngô, khoai, sắn... họ còn trồng nhiều cây có củ. Từ rất lâu họ biết dùng phân bón ruộng. Nhờ đắp thêm mũi phụ, lưỡi cày của họ trở nên bền, sắc và thích hợp hơn với việc cày ở nơi đất cứng, nhiều sỏi đá.

Tên tự gọi: San Déo Nhín (Sơn Dao Nhân).Tên gọi khác: Trại, Trại Đất, Mán Quần cộc, Mán Váy xẻ...Ngôn ngữ: Người Sán Dìu nói thổ ngữ Hán Quảng Đông (ngữ hệ Hán - Tạng).Dân số: 91.530 người.Lịch sử: Người Sán Dìu di cư đến Việt Nam khoảng 300 năm nay.

### Tài nguyên

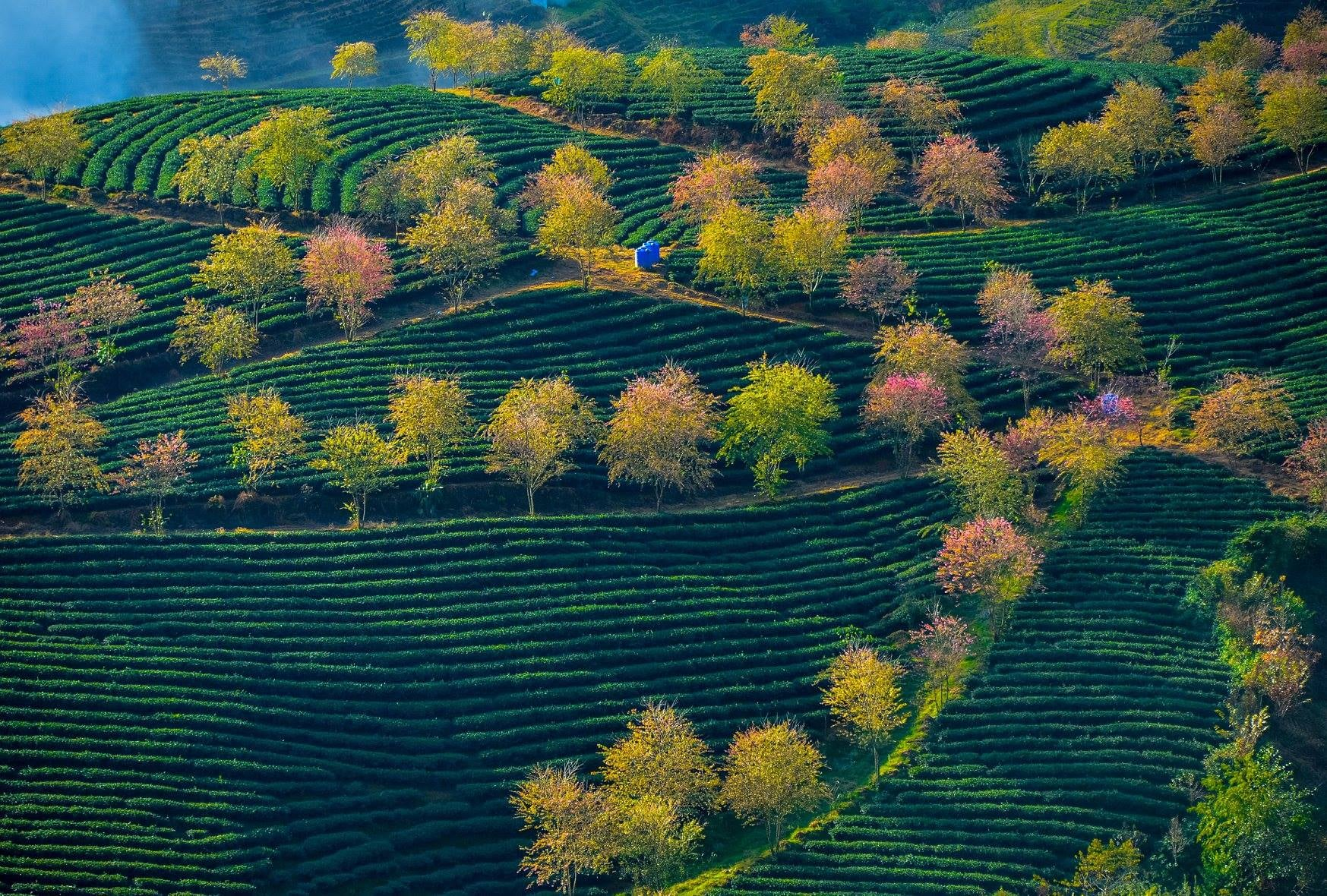
Đồi chè Ô Quý Hồ, huyện Sa Pa, Lào Cai

Đất: Lào Cai Có 10 nhóm đất chính, được chia làm 30 loại đất. 10 nhóm đất là: đất phù sa, đất lầy, đất đen, đất đỏ vàng, đất mùn vàng đỏ, đất mùn alit trên núi, đất mùn thô trên núi, đất đỏ vàng bị biến đổi do trồng lúa, đất xói mòn mạnh trơ sỏi đá và đất dốc tụ.
Nước: hệ thống sông suối dày đặc được phân bố khá đều trên địa bàn tỉnh với hai con sông lớn chảy qua là sông Hồng và sông Chảy bắt nguồn Trung Quốc và hàng nghìn sông, suối lớn nhỏ. Đây là điều kiện thuận lợi cho Lào Cai phát triển các công trình thủy điện vừa và nhỏ. Trên địa bàn tỉnh có bốn nguồn nước khoáng, nước nóng có nhiệt độ khoảng 40 °C và nguồn nước siêu nhạt ở huyện Sa Pa, hiện chưa được khai thác, sử dụng.
Rừng: 278.907 ha, chiếm 43,87% tổng diện tích tự nhiên, trong đó có 229.296,6 ha rừng tự nhiên và 49.604 ha rừng trồng, rất phong phú cả về số lượng loài và tính điển hình của thực vật. Động vật rừng Lào Cai có 442 loài chim, thú, bò sát, ếch nhái.
Khoáng sản: Lào Cai đã phát hiện được 150 mỏ và điểm mỏ với trên 30 loại khoáng sản, trong đó có một số mỏ chất lượng thuộc loại quy mô lớn nhất nước và khu vực như: mỏ apatit Cam Đường với trữ lượng 2,5 tỷ tấn, mỏ sắt Quý Xa trữ lượng 124 triệu tấn, mỏ đồng Sin Quyền trữ lượng 53 triệu tấn, mỏ Molipden Ô Quy Hồ trữ lượng 15,4 nghìn tấn.

### Hạ tầng
Lào Cai là một trong số ít tỉnh miền núi có mạng lưới giao thông vận tải đa dạng, bao gồm: đường bộ, đường sắt, đường sông, và hiện tại đang xây dựng sân bay Sa Pa ở địa bàn xã Cam Cọn, huyện Bảo Yên, dự kiến đi vào hoạt động năm 2026.
Đây cũng là điểm cuối của đường cao tốc Nội Bài – Lào Cai tại vị trí đấu nối với đường cao tốc Côn Minh – Hà Khẩu thuộc phường Duyên Hải, thành phố Lào Cai. Tuyến đường này đi qua địa bàn 4 huyện thị: Văn Bàn, Bảo Yên, Bảo Thắng và thành phố Lào Cai.
Được thiết kế theo tiêu chuẩn đường cao tốc hiện đại nhất Việt Nam với tốc độ chạy xe tối thiểu từ 80 km – 100 km/h, Dự án có tổng mức đầu tư lên tới 19.984 tỷ đồng (1,249 tỷ USD), trong đó 1,096 tỷ USD là vốn vay của Ngân hàng Phát triển châu Á (ADB). Đây là dự án đường cao tốc đầu tiên tại Việt Nam được xây dựng do nhà đầu tư (Công ty Đầu tư Phát triển đường cao tốc Việt Nam - VEC) tự huy động vốn, không sử dụng vốn ngân sách nhà nước.
Với tổng mức đầu tư lên tới 1,24 tỷ USD, Dự án có thể coi là "một gói kích cầu lớn" đầu tư vào lĩnh vực đường bộ cho vùng Tây Bắc và các tỉnh thuộc lưu vực sông Hồng. Tuyến đường cao tốc từ Lào Cai về Hà Nội có ý nghĩa quan trọng không chỉ ở tầm quốc gia mà còn là con đường thúc đẩy phát triển kinh tế của 6 nước trong tiểu vùng sông Mê Kông là: Campuchia, Lào, Myanmar, Thái Lan, Trung Quốc và Việt Nam. Toàn bộ dự án được hoàn thành vào năm 2014, dự kiến hoàn vốn sau 32 năm khai thác thu phí, với mức phí là 1000 đồng/km/phương tiện quy đổi.
Tuyến đường sắt Hà Nội - Lào Cai dài 296 km, đoạn qua địa phận Lào Cai dài 62 km được nối với đường sắt Trung Quốc, năng lực vận tải khoảng 1 triệu tấn/năm và hàng ngàn lượt khách/ngày đêm.

## Du lịch

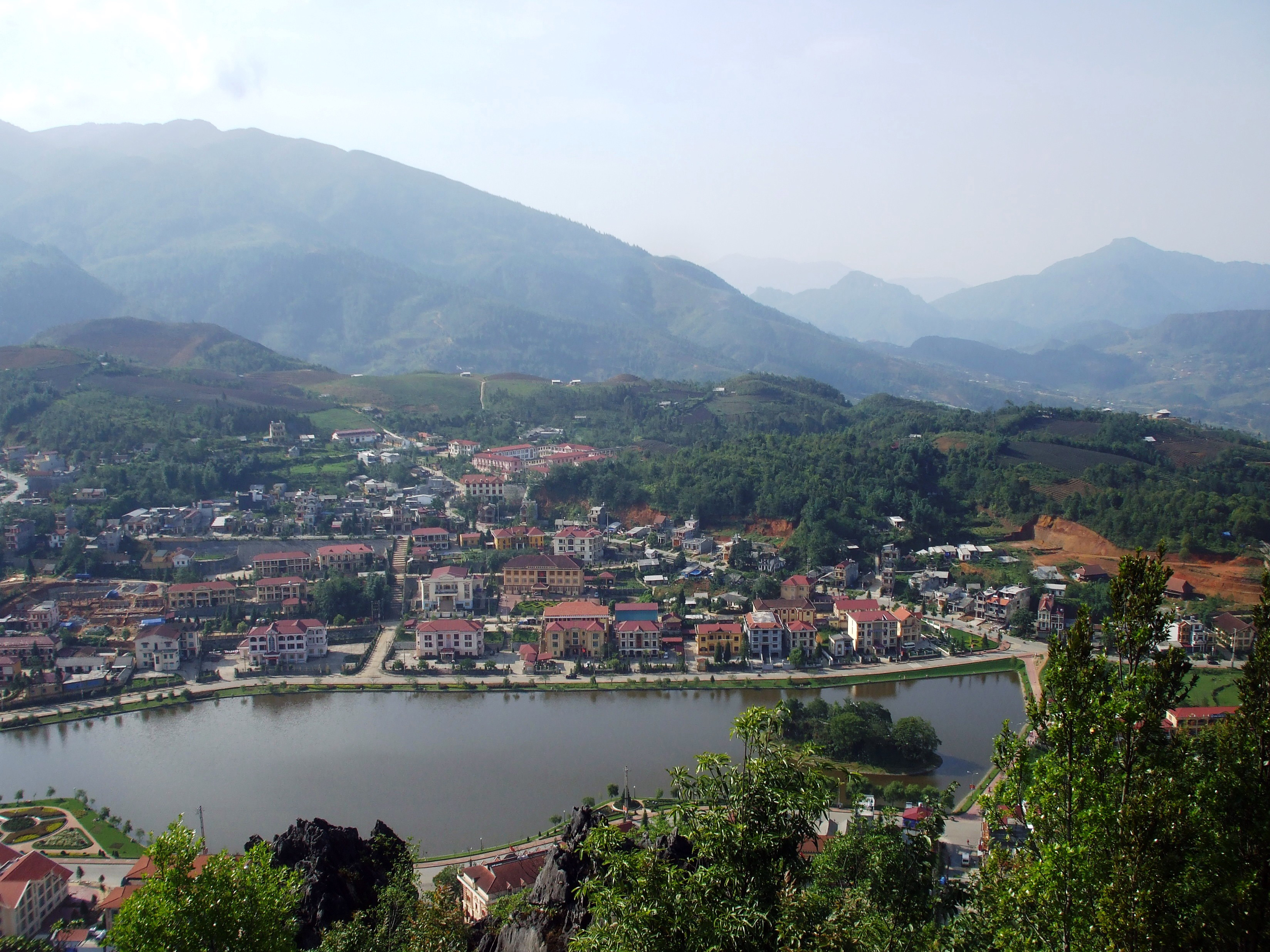
Một góc thị xã Sa Pa

Với 25 dân tộc cùng sinh sống, Lào Cai trở thành mảnh đất phong phú về bản sắc văn hóa, về truyền thống lịch sử, di sản văn hóa. Trong đó Người Việt chiếm số đông, có mặt khá sớm và đặc biệt chiếm tỉ lệ cao trong những năm 1960 bởi phong trào khai hoang và cán bộ được điều động từ thành phố Hải Phòng các tỉnh Phú Thọ,Thái Bình, Hà Nam...lên. Trong số các dân tộc khác thì đông hơn cả là Người H'Mông, Tày, Dao, Người Dáy,... Người Hoa chiếm tỉ lệ đáng kể. Chính sự phong phú về đời sống các dân tộc đã tạo ra một bản sắc riêng của Lào Cai. Việc các tỉnh Phú Thọ, Yên Bái, Lào Cai cùng phối hợp tiến hành khai thác Du lịch về cội nguồn chính là phát huy thế mạnh này và đã thu hút được dự quan tâm của du khách.
Là tỉnh miền núi cao, đang phát triển nên Lào Cai còn giữ được cảnh quan môi trường đa dạng và trong sạch. Đây sẽ là điều quan trọng tạo nên một điểm du lịch lý tưởng đối với du khách trong và ngoài nước.
Khu du lịch nghỉ mát Sa Pa - là một trong 21 khu du lịch quốc gia của Việt Nam. Đây là khu du lịch nổi tiếng hội tụ đủ những giá trị văn hóa đặc sắc, lâu đời của nhiều dân tộc bản địa cùng với khung cảnh thiên nhiên núi non hùng vĩ và khí hậu mát mẻ mang theo săc thái của vùng ôn đới với nhiệt độ trung bình 15-18 °C. Sa Pa nằm ở độ cao trung bình từ 1.200 m - 1.800 m, khí hậu mát mẻ quanh năm, có phong cảnh rừng cây núi đá, thác nước và là nơi hội tụ nhiều hoạt động văn hóa truyền thống của đồng bào các dân tộc như chợ vùng cao, chợ tình Sa Pa. Sa Pa là một trong những địa điểm hiếm hoi có tuyết rơi tại Việt Nam, từ 1957 tới 2013 đã có  21 lần tuyết rơi tại Sa Pa. Lần tuyết rơi mạnh nhất vào ngày 13 tháng 2 năm 1968, liên tục từ 3 giờ sáng đến 14 giờ cùng ngày, dày tới 20 cm.
Dãy núi Hoàng Liên Sơn có đỉnh Fansipan được mệnh danh là nóc nhà của ba nước Đông Dương (Việt Nam, Lào và Campuchia)  và có khu bảo tồn thiên nhiên Hoàng Liên đa dạng sinh học, hấp dẫn nhiều nhà khoa học, khách du lịch đến tham quan, nghiên cứu.
Lào Cai có nhiều địa danh lịch sử, hang động tự nhiên và các vùng sinh thái nông nghiệp đặc sản như mận Bắc Hà, rau ôn đới, cây dược liệu quý, cá hồi, cá tầm...
Cặp cửa khẩu quốc tế Lào Cai (Việt Nam) - Hà Khẩu thuộc Vân Nam (Trung Quốc) tách nhau qua sông Nậm Thi cũng là một điểm du lịch thú vị cho người tham quan.

## Hình ảnh

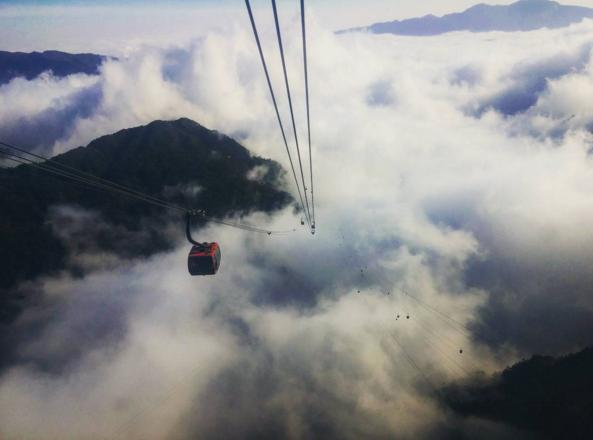
Cáp treo Fansipan9

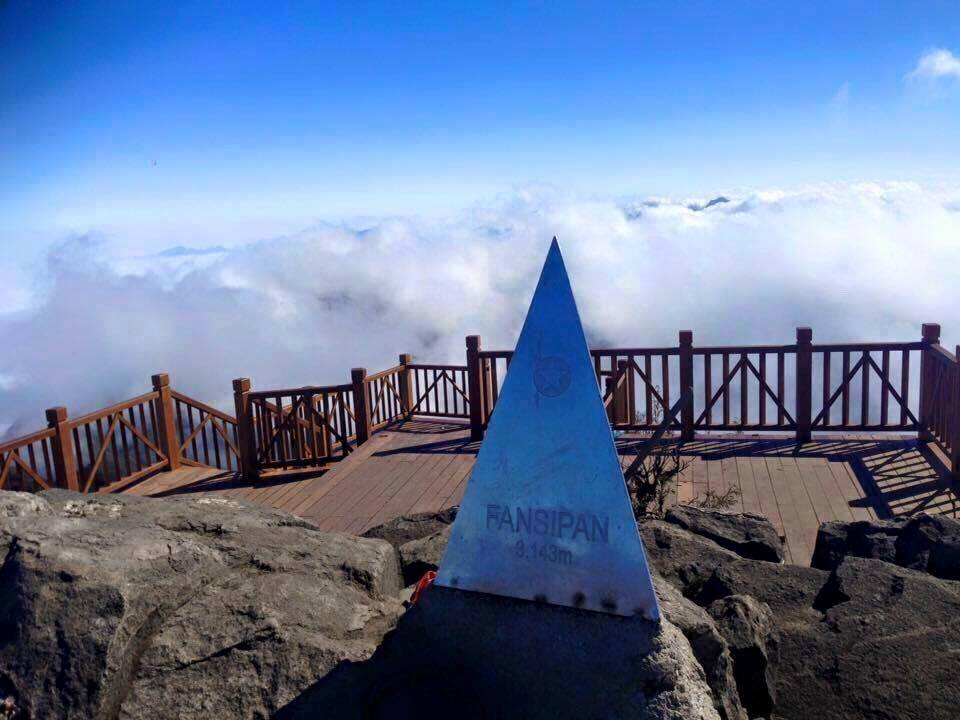
Nóc nhà Đông Dương – đỉnh Phan Si Păng

Ga Lào Cai
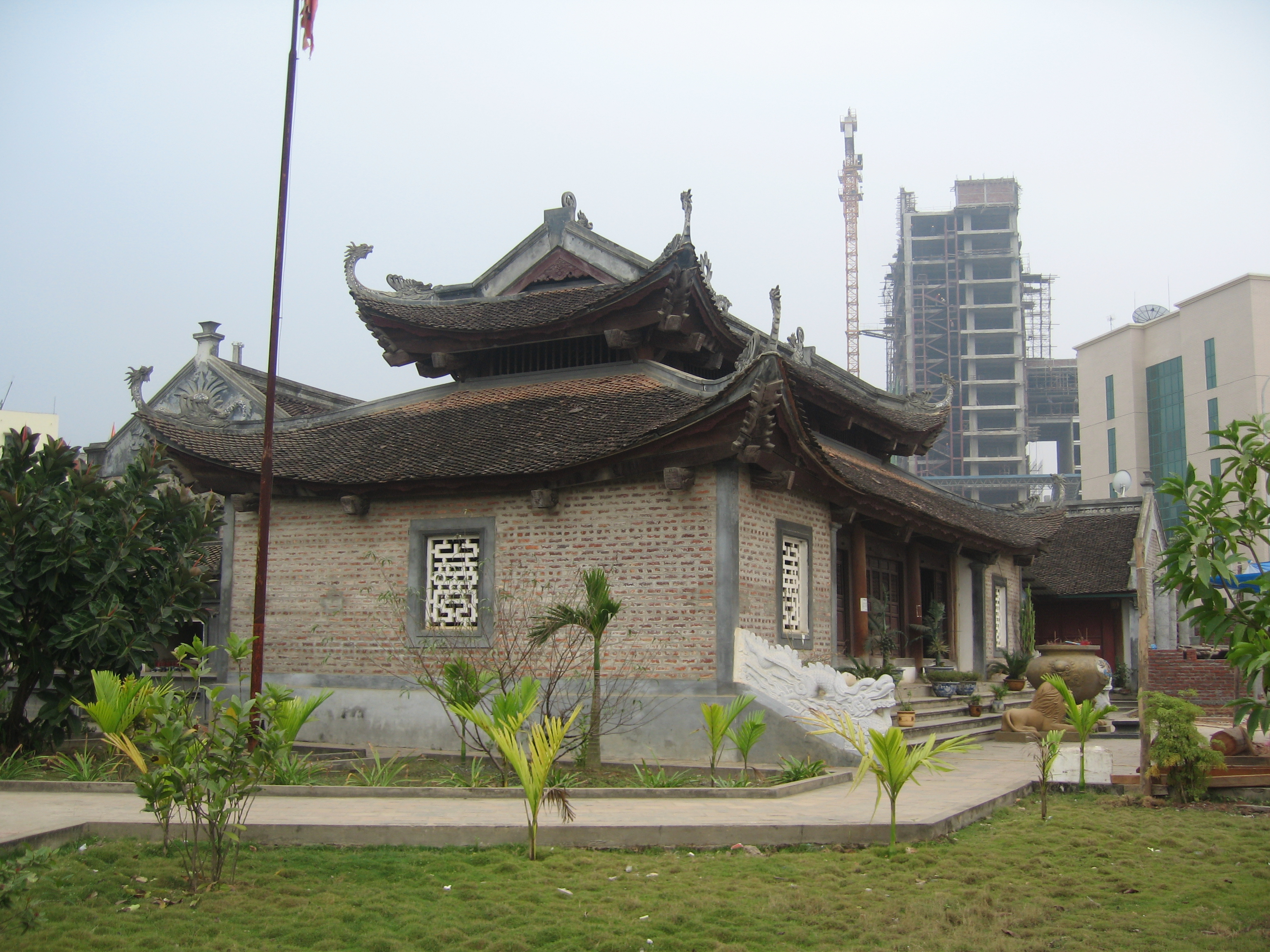
Đền Mẫu Lào Cai
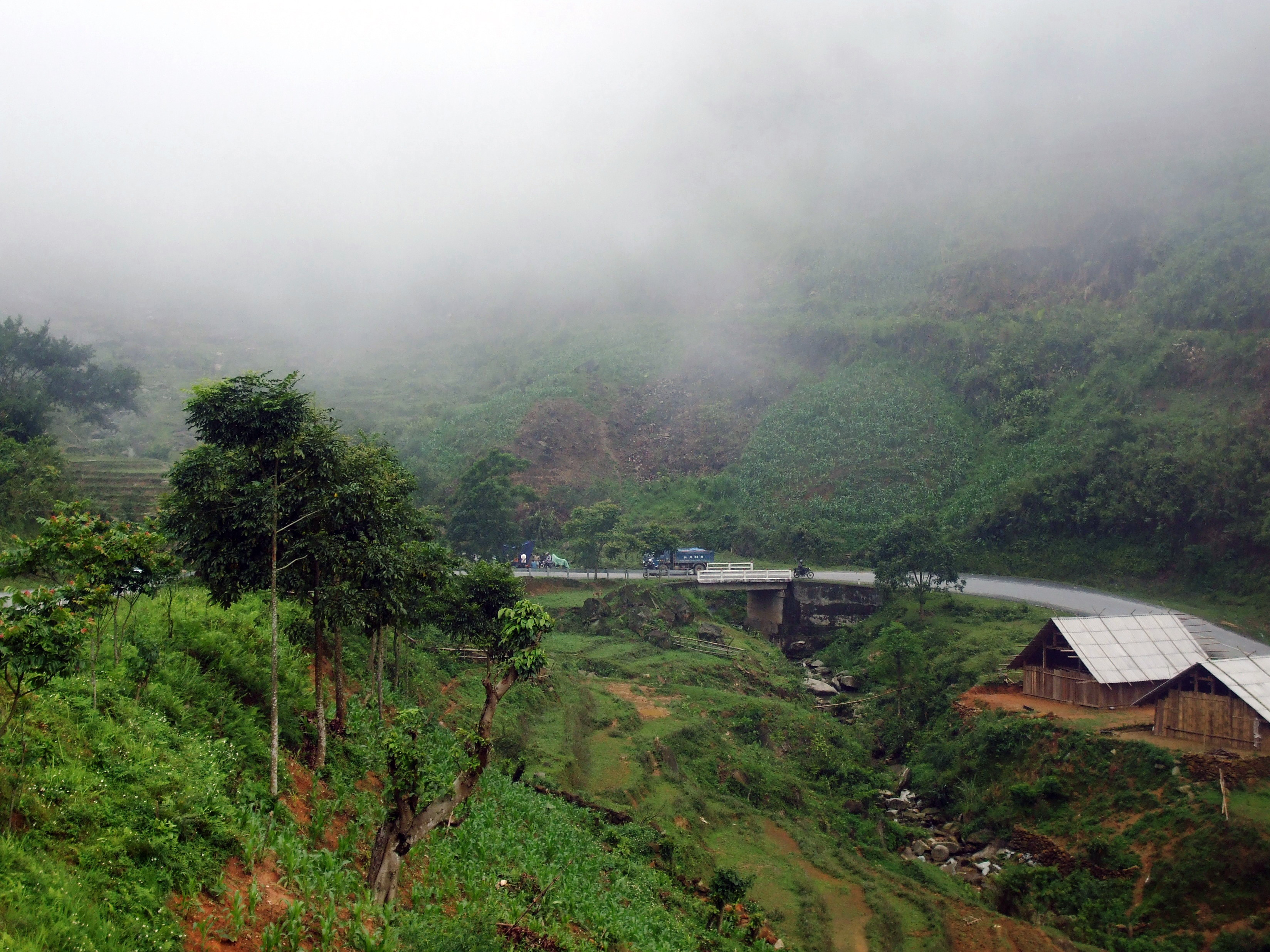
Trên Quốc lộ 4D, đoạn đi qua huyện Mường Khương
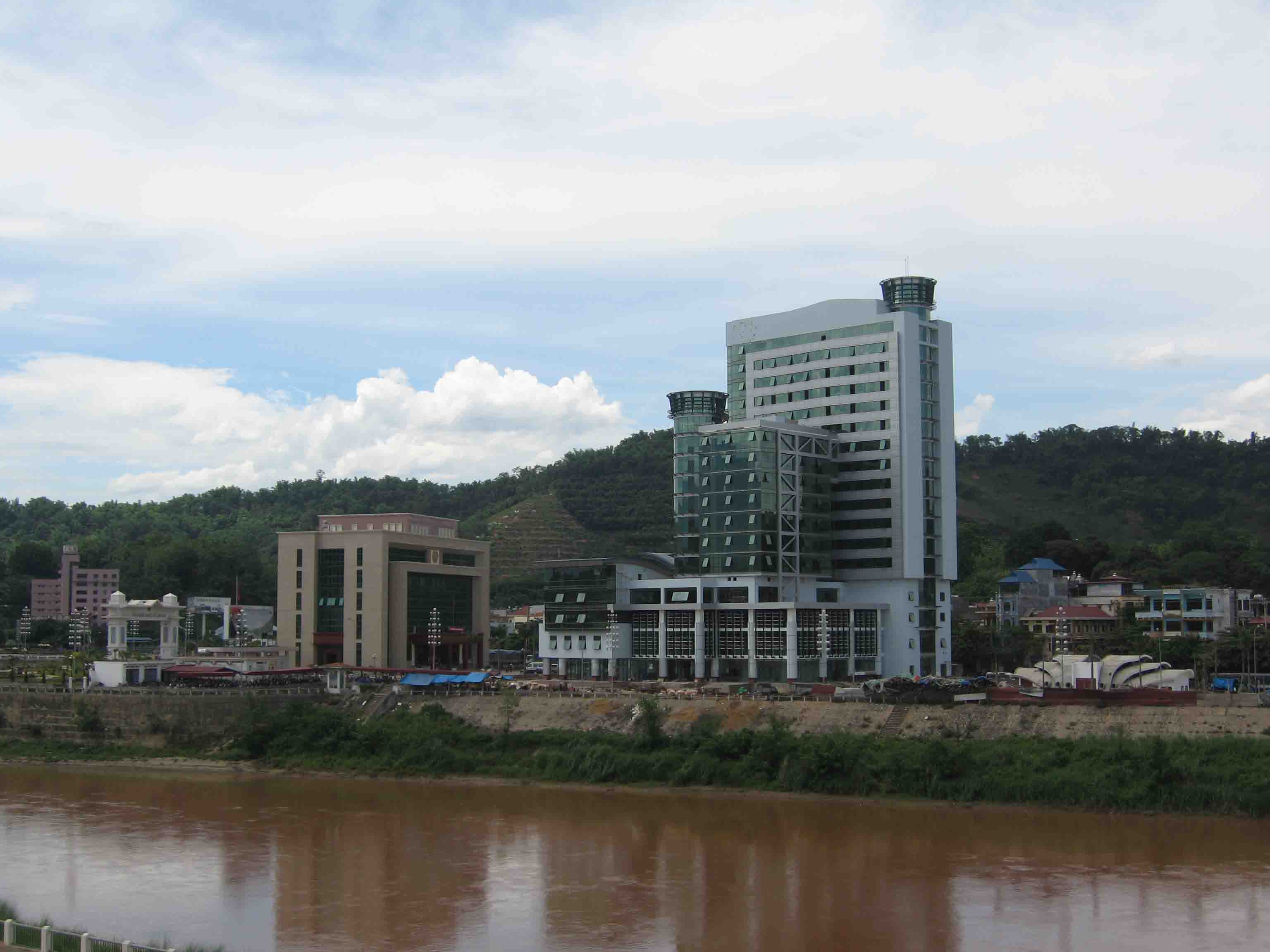
Công trình đang xây dựng ở gần cửa khẩu Hà Khẩu - Lào Cai.
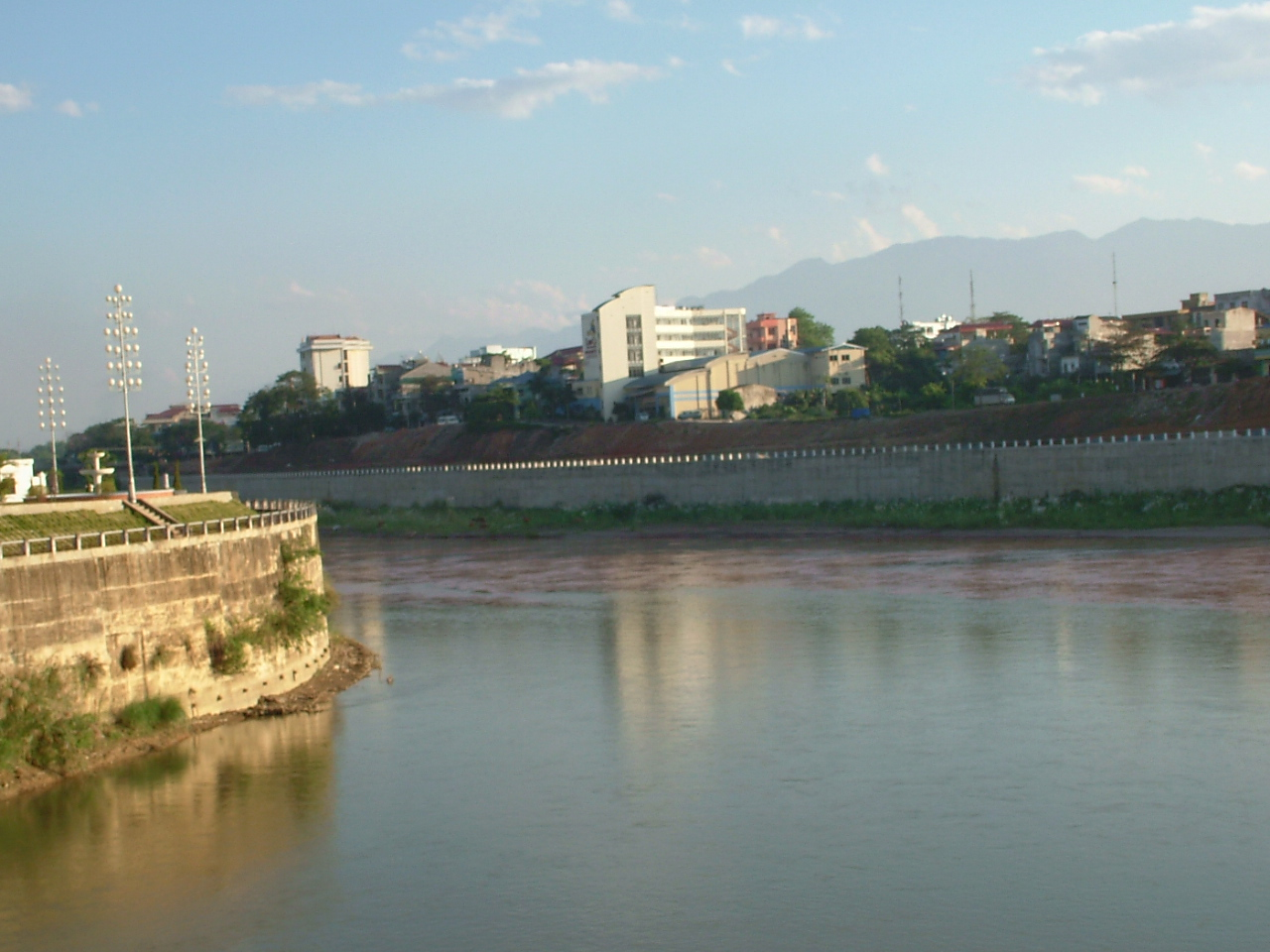
Nơi con sông Hồng chảy hoàn toàn trong lãnh thổ Việt Nam
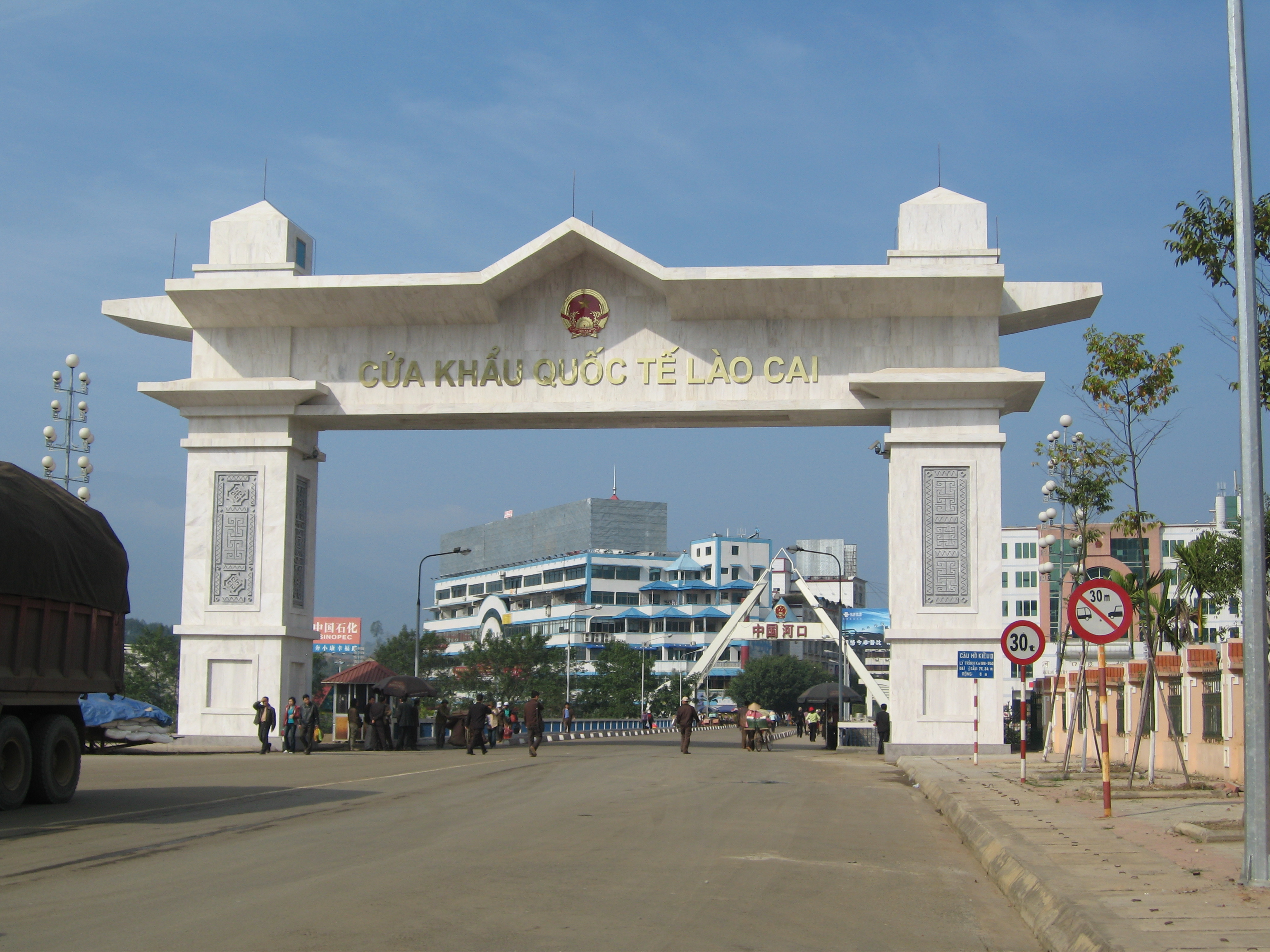
Cửa khẩu quốc tế Lào Cai
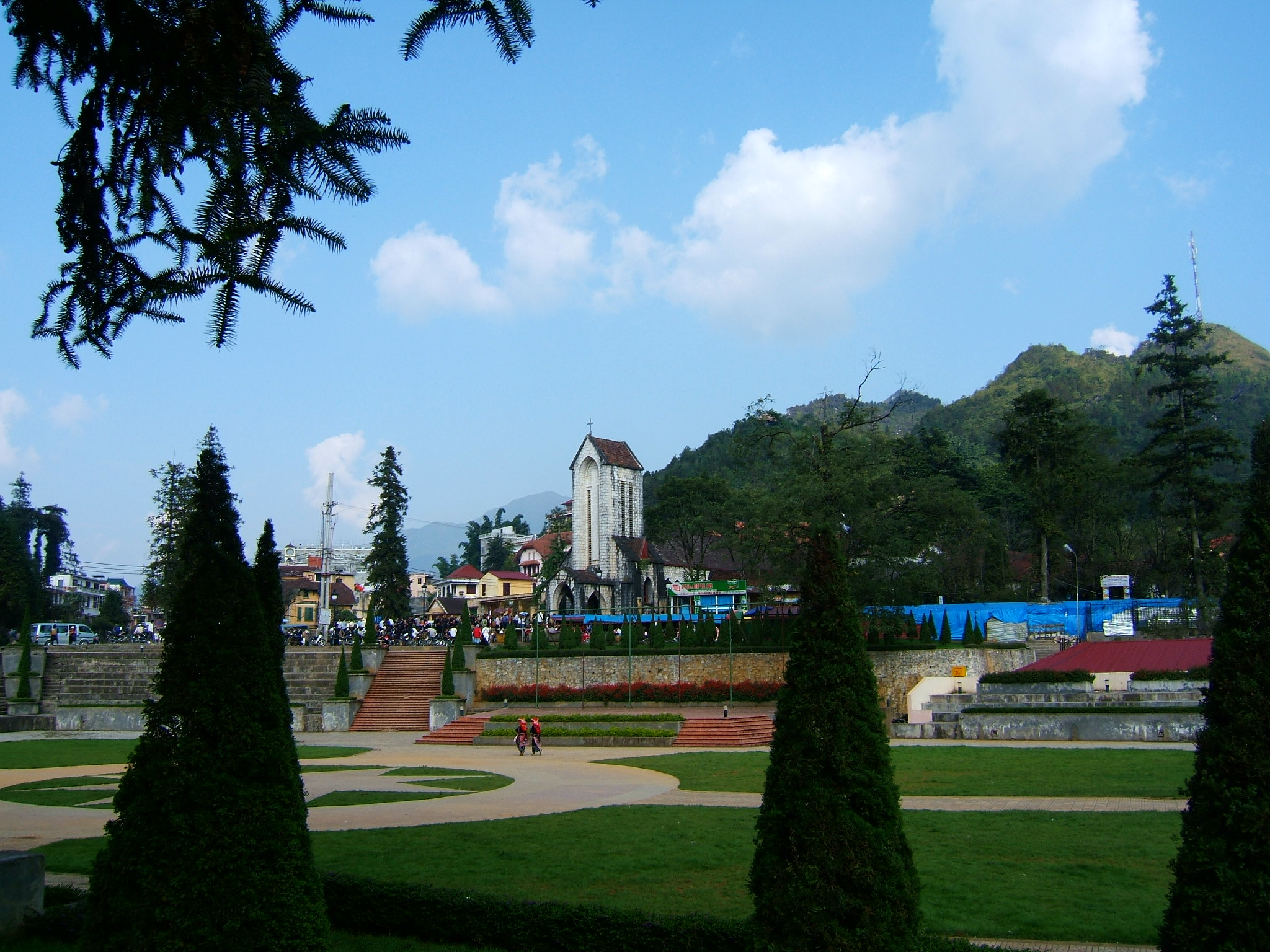
Thị xã Sa Pa
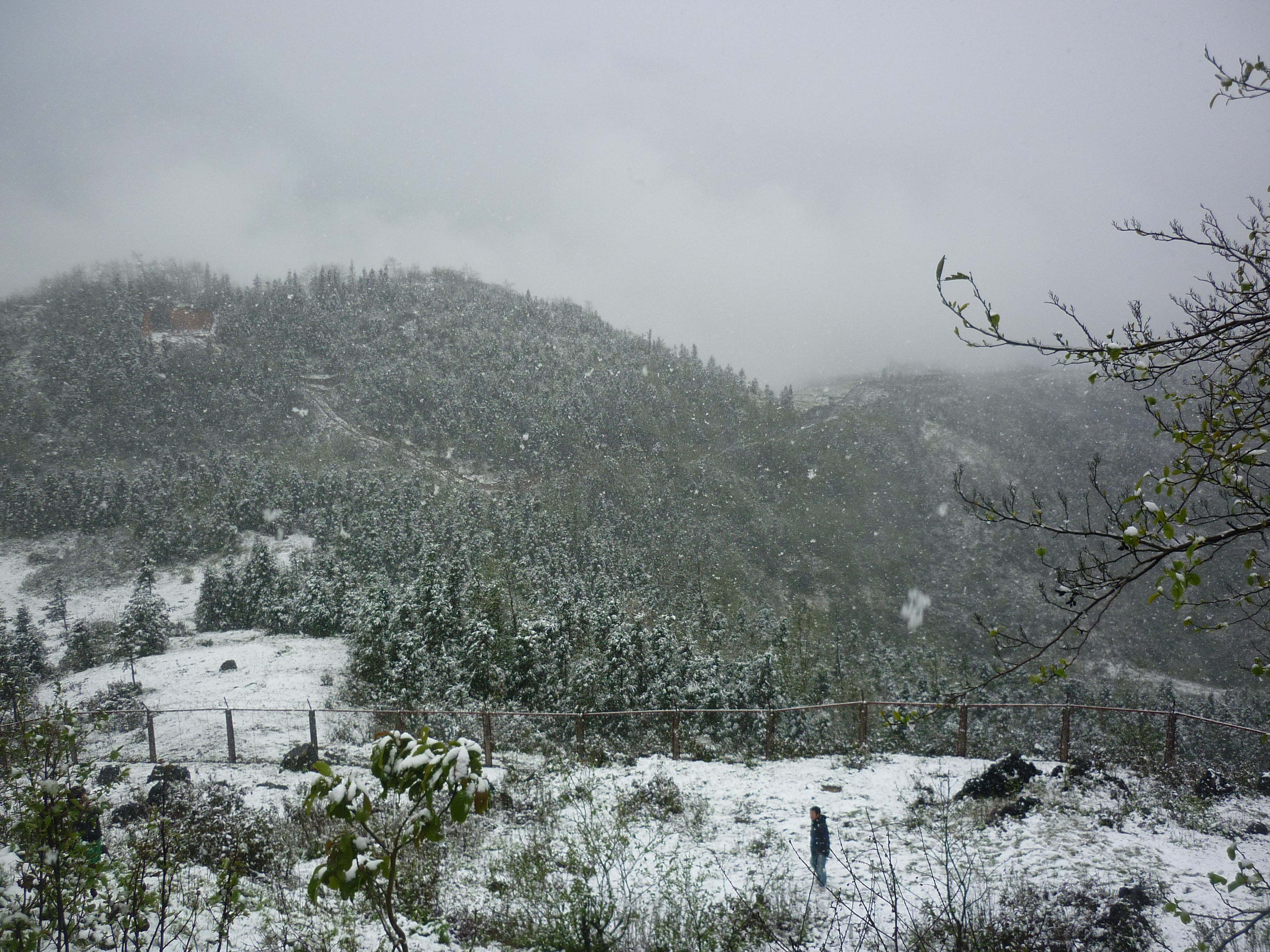
Tuyết rơi năm 2011 tại Sa Pa
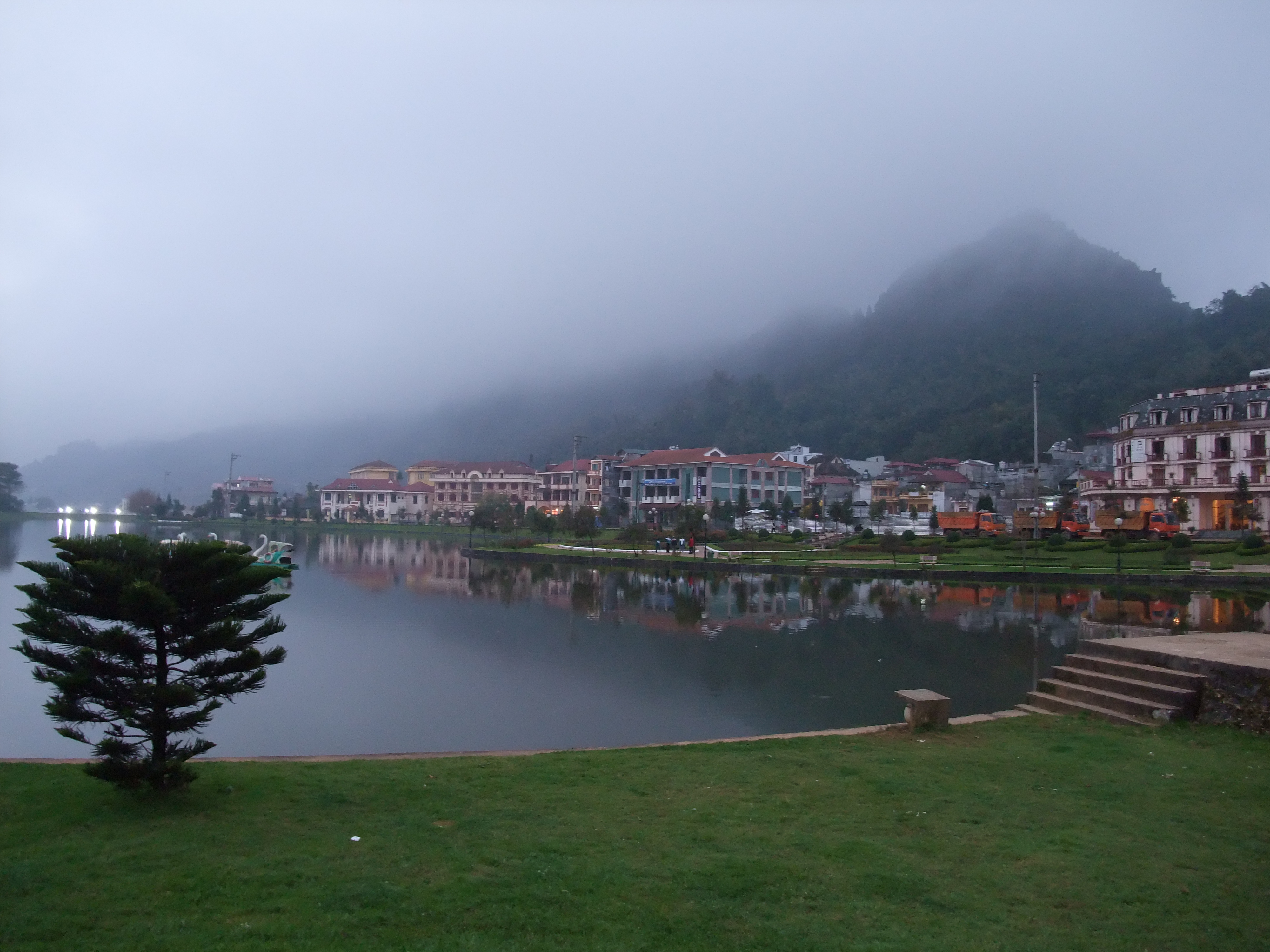
Hồ nước tại thị xã Sa Pa
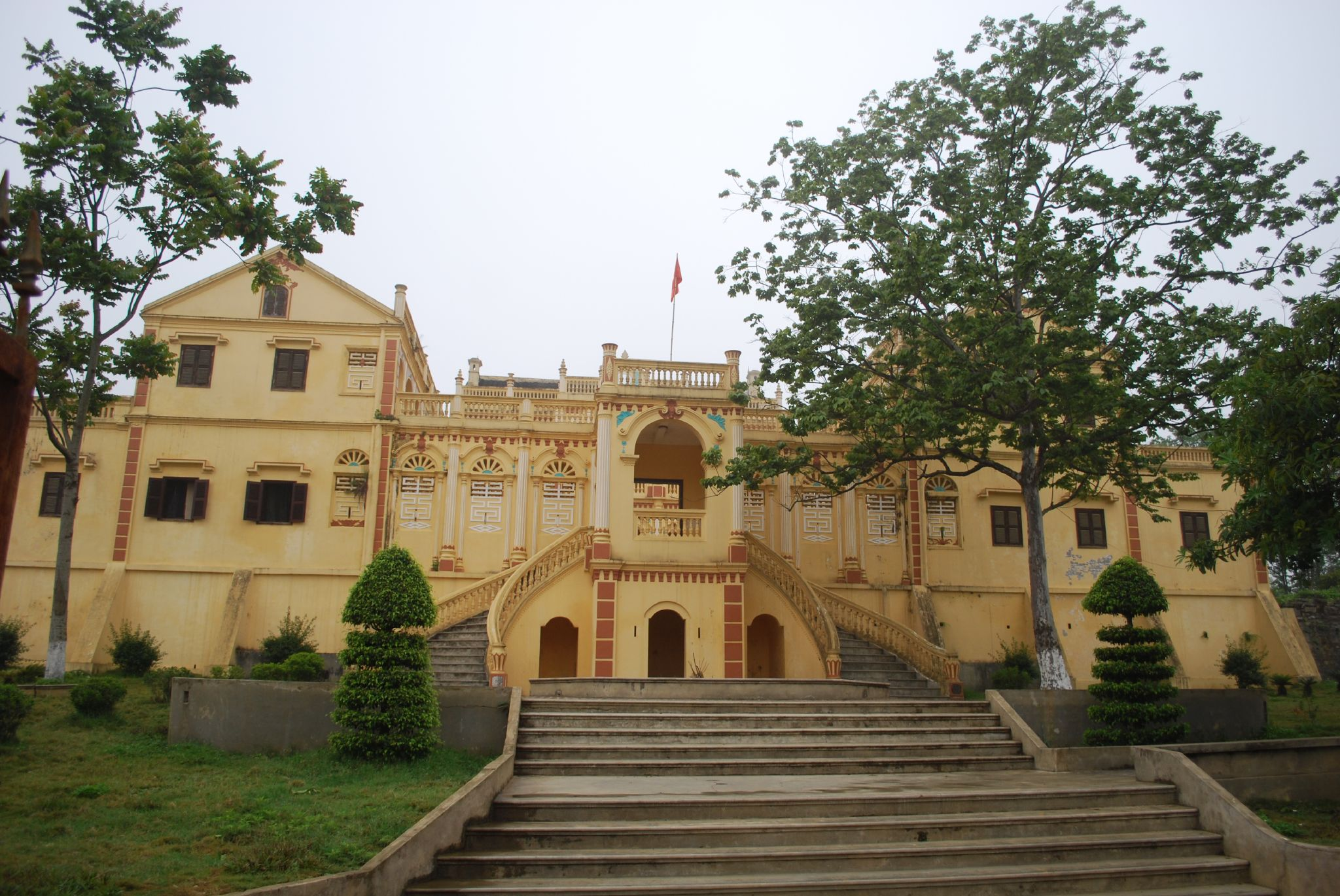
Dinh Vua Mèo Hoàng A Tưởng tại huyện Bắc Hà
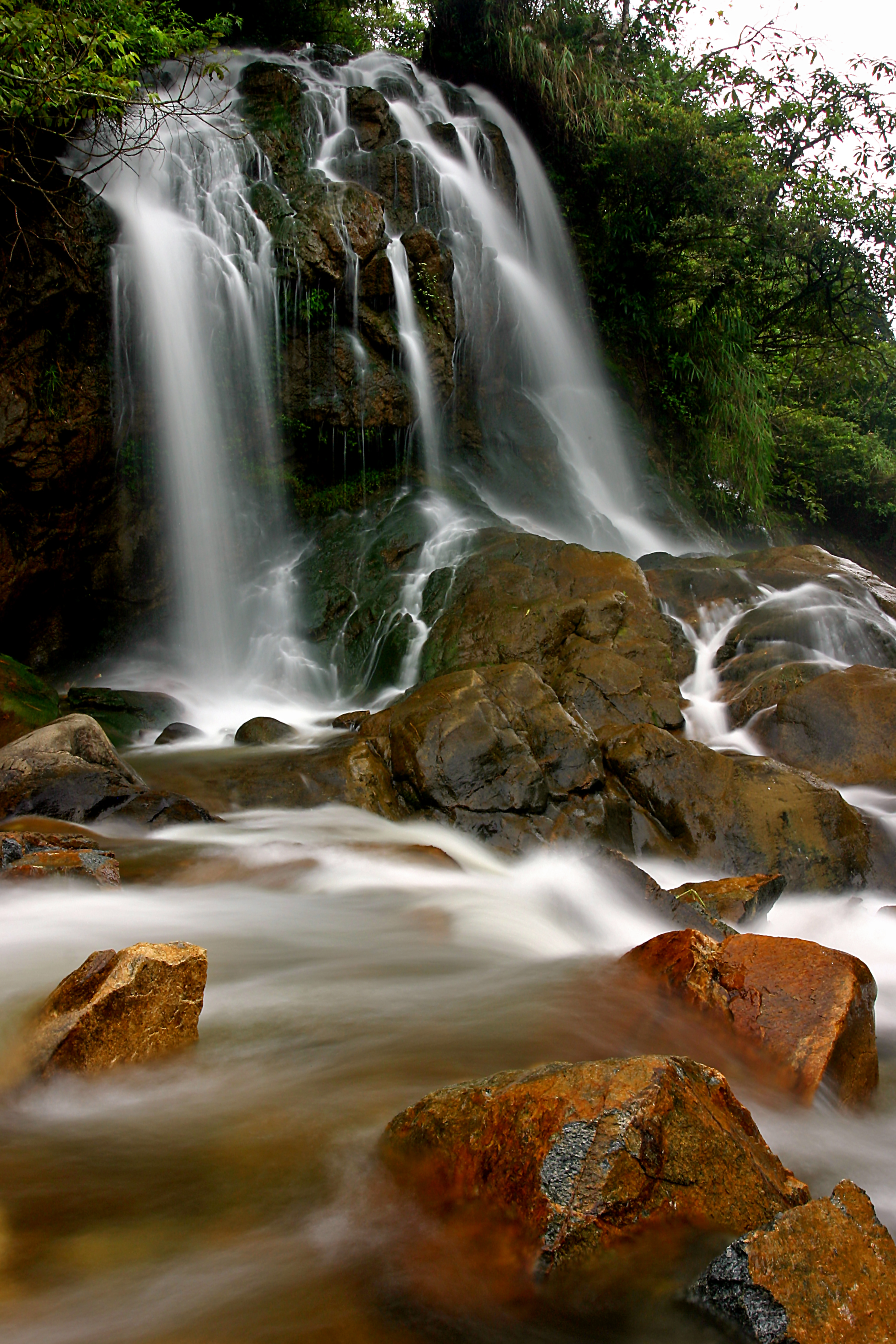
Thác Cát Cát
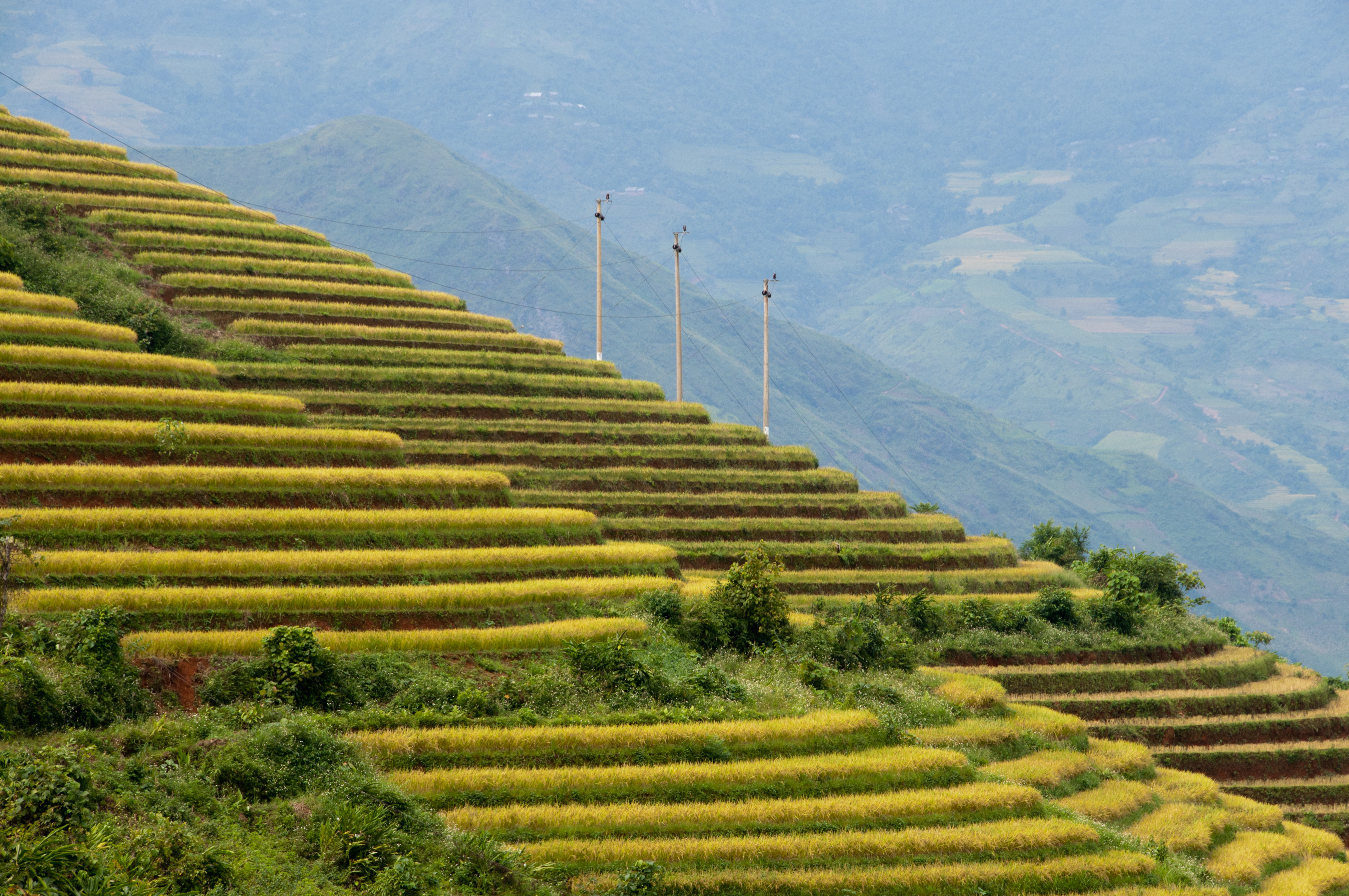
Ruộng bậc thang

## Văn hóa
Cư dân sinh sống ở tỉnh Lào Cai gồm nhiều dân tộc khác nhau. Mỗi dân tộc đều có những phong tục, tập quán, trang phục, kiểu kiến trúc khác nhau mang dấu ấn văn hóa riêng. Đặc điểm này đã tạo cho Lào Cai bức tranh văn hóa rất đa dạng và phong phú.
Nét văn hóa đặc sắc của tỉnh là những phiên chợ vùng cao. Chợ không chỉ là nơi mua bán, trao đổi hàng hóa mà phiên chợ ở đây cũng là dịp giao lưu, hát múa, vui chơi. Chợ còn là nơi trai gái hò hẹn, gặp gỡ hay tìm hiểu bạn đời...
Các dân tộc trong tỉnh có một kho tàng văn hóa nghệ thuật dân gian rất đa dạng như truyện cổ, thơ ca, tục ngữ. Người Tày có lối hát giao duyên khá phổ biến với các làn điệu như lượn, phong slu... Người Mường có hát xéc bùa, hát bọ mẹng, hát đồng dao, hát ru... Người Dao thích múa. Người Thái có các điệu múa xòe, sạp, hát thơ... Người H'Mông lại có điệu thổi khèn hay dùng kèn lá, đàn môi để trao đổi tâm tình... Một số lễ hội văn hóa tiêu biểu ở Lào Cai:
Hội múa xòe ở Tả Chài
Đây là lễ hội của người Tày ở Tả Chài diễn ra cào rằm tháng Giêng hàng năm để suy tôn Thần Nông, một vị thần cai quản ruộng nương. Trong lễ hội có nghi lễ và nhiều trò chơi dân gian thú vị, đậm bản sắc dân tộc vùng núi.
Hội chơi núi mùa xuân
Là lễ hội của người H'Mông còn được gọi là Gầu Tào hay Sán Sải. Lễ hội thường diễn ra sau Tết nguyên đán. Hội mang màu sắc tín ngưỡng như cầu may, cầu mệnh, cầu phúc... và còn là nơi vui chơi như đôi nam nữ, bắn nỏ, hát giao duyên, múa khèn, ném pa páo (giống quả còn)...
Tết nhảy của người Dao Đỏ
Khoảng cuối giờ Thìn đầu giờ Tỵ ngày mùng một hoặc mùng hai Tết ba dòng họ lớn ở Tả Phìn là Lý, Bàn, Triệu tổ chức nhảy trong nhà ông trưởng họ. Toàn bộ có 14 điệu nhảy như: mở đường, bắc cầu đưa đón thần linh, chào tổ tiên bố mẹ, mời lên nương, tiểu nữ giáng trần, tổ sư, thầy cả về dự Tết... Sau đó là lễ rước và tắm tượng tổ tiên. Tết nhảy giàu bản sắc, độc đáo, đậm tính nhân văn.
Hội Lồng Tồng của người Tày
Đây là lễ hội của nhiều tỉnh có người Tày sinh sống trong đó có huyện Văn Bàn, tỉnh Lào Cai. Lễ hội tổ chức vào tháng Giêng. Lễ hội phản ánh ước nguyện được mùa, con người khỏe mạnh, sinh nhiều con cháu... Phần lễ có nhiều nghi thức như rước nước, cúng thần bản, thần núi, thần suối, cúng cây. Trong lễ hội còn có rất nhiều trò chơi.
Lễ hội Roóng Poọc của người Dáy
Đây là lễ hội của người Dáy ở Tả Van, thị xã Sa Pa được được tổ chức vào ngày Thìn đầu tiên của tháng Giêng hàng năm. Đây là lễ hội cầu mùa thu hút đông đảo dân quanh vùng Mường Hoa nên đã trở thành lễ hội chung.
Lễ Lập tịch của người Dao
Lễ hội ở vùng Khe Mạ, Bảo Thắng được tổ chức trước hoặc sau Tết. Đây là nghi lễ của các gia đình khi có con trai 14 - 15 tuổi thì mời thầy đến làm lễ. Nghi lễ có nhảy từ tháp xuống lưới võng, lễ răn dạy. Nghi lễ cũng là ngày vui của cộng đồng. Sau nghi lễ có múa trống đất, múa sạp, múa gà, ca hát...

## Ẩm thực

### Đặc điểm
Lào Cai là tỉnh có nhiều đặc sản ẩm thực phong phú và đặc sắc. Có được điều này vì đây là nơi có nhiều dân tộc đang sinh sống trong đó có dân tộc Mông, Dao, Tày, Dáy, Nùng là nhiều nhất. Mỗi dân tộc lại có những món ẩm thực đặc trưng riêng. Người Mông sinh sống nhiều nhất ở các huyện Mường Khương, Si Ma Cai, Sa Pa, Bát Xát, Bắc Hà với những ẩm thực phổ biến như lợn cắp nách, gà đen, thắng cố, mèn mén, thịt gác bếp... Người Dao sinh sống nhiều nhất ở các huyện thấp và các huyện hữu ngạn sông Hồng với các ẩm thực như lạp xưởng, xôi màu, bánh lá rừng, thịt nướng... Người Tày sinh sống chủ yếu ở các huyện thấp như Bảo Yên, Bảo Thắng, Văn Bàn có các ẩm thực như cơm lam, bánh chưng đen, xôi ngũ sắc, phở chua, bánh khảo, lạp xưởng... Cộng đồng người Dao và người Tày do cùng sinh sống gần nhau nên nét ẩm thực có phần hơi tương đồng. Người Nùng ở Lào Cai sinh sống chủ yếu ở các huyện Si Ma Cai, Mường Khương, Bắc Hà cũng có các món ăn đặc trưng của dân tộc và ảnh hưởng của ẩm thực người Mông do cùng sinh sống. Ngoài ra còn người Dáy ở Bát Xát và số ít các dân tộc khác như Hà Nhì, Phù Lá, Bố Y, La Chí, Mường... càng làm thêm phong phú về ẩm thực.
Sự giao thoa giữa văn hóa ẩm thực người Kinh ở vùng đồng bằng sông Hồng như các tỉnh Thái Bình, Hải Dương, Nam Định... với nhiều người trước đây lên lập nghiệp sinh sống và ở lại đã mang đến và để lại tại nơi đây.
Sự phân hóa đa dạng của tự nhiên, từ vùng thung lũng bằng phẳng và núi thấp ở Bảo Yên, Bảo Thắng đến vùng núi cao Sa Pa, Bát Xát; từ vùng mưa nhiều sườn đông Hoàng Liên Sơn đến vùng núi đá, vùng cao nguyên Bắc Hà, vùng ít mưa hơn, vùng Mường Khương, Si Ma Cai làm đa dạng hệ thực vật từ các đặc sản nhiệt đới phổ biến đến các loại rau củ quả, dược liệu làm thực phẩm, dược liệu quý của vùng ôn đới như rau cải mèo, rau củ khởi, đỗ trọng, cải xoăn, đương quy, mắc cọp, đào, táo, sa nhân, hồng, atiso...